# Elezioni comunali in Sicilia del 2007
Le elezioni comunali in Sicilia del 2007 si tennero il 13-14 maggio (con ballottaggio il 27-28 maggio). 

## Provincia regionale di Palermo

### Palermo
|                                                          | Diego Cammarata ✔️ Sindaco | 194 383 | 47,68 | Forza Italia            | 66 579  | 17,66 | 11 |  |  |
| Unione di Centro                                         | Diego Cammarata ✔️ Sindaco | 194 383 | 47,68 | 42 554                  | 11,29   | 7     |    |  |  |
| Alleanza Nazionale                                       | Diego Cammarata ✔️ Sindaco | 194 383 | 47,68 | 22 476                  | 5,96    | 3     |    |  |  |
| Azzurri per Palermo                                      | Diego Cammarata ✔️ Sindaco | 194 383 | 47,68 | 16 230                  | 4,30    | 2     |    |  |  |
| Movimento per le Autonomie                               | Diego Cammarata ✔️ Sindaco | 194 383 | 47,68 | 13 592                  | 3,61    | 2     |    |  |  |
| Vizzini per Palermo                                      | Diego Cammarata ✔️ Sindaco | 194 383 | 47,68 | 12 257                  | 3,25    | 2     |    |  |  |
| Autonomia e Libertà (Partito Liberale-MDS)               | Diego Cammarata ✔️ Sindaco | 194 383 | 47,68 | 11 571                  | 3,07    | 1     |    |  |  |
| Donne e Giovani di Centro                                | Diego Cammarata ✔️ Sindaco | 194 383 | 47,68 | 10 745                  | 2,85    | 1     |    |  |  |
| Palermo per l'Autonomia                                  | Diego Cammarata ✔️ Sindaco | 194 383 | 47,68 | 8 106                   | 2,15    | 1     |    |  |  |
| Nuova Sicilia-Democrazia Cristiana per le Autonomie      | Diego Cammarata ✔️ Sindaco | 194 383 | 47,68 | 6 046                   | 1,60    | 1     |    |  |  |
| Democrazia Cristiana                                     | Diego Cammarata ✔️ Sindaco | 194 383 | 47,68 | 4 640                   | 1,23    | –     |    |  |  |
| Italiani nel Mondo                                       | Diego Cammarata ✔️ Sindaco | 194 383 | 47,68 | 1 834                   | 0,49    | –     |    |  |  |
|                                                          | Leoluca Orlando            | 170 542 | 41,83 | Democratici di Sinistra | 33 439  | 8,87  | 6  |  |  |
| Sindaco Orlando                                          | Leoluca Orlando            | 170 542 | 41,83 | 30 810                  | 8,17    | 5     |    |  |  |
| La Margherita                                            | Leoluca Orlando            | 170 542 | 41,83 | 23 297                  | 6,18    | 4     |    |  |  |
| Rifondazione Comunista                                   | Leoluca Orlando            | 170 542 | 41,83 | 9 487                   | 2,52    | 1     |    |  |  |
| Italia dei Valori                                        | Leoluca Orlando            | 170 542 | 41,83 | 9 358                   | 2,48    | 1     |    |  |  |
| Federazione dei Verdi                                    | Leoluca Orlando            | 170 542 | 41,83 | 7 098                   | 1,88    | 1     |    |  |  |
| UDEUR                                                    | Leoluca Orlando            | 170 542 | 41,83 | 5 577                   | 1,48    | 1     |    |  |  |
| Grande Palermo                                           | Leoluca Orlando            | 170 542 | 41,83 | 5 433                   | 1,44    | –     |    |  |  |
| Laici Socialisti-I Riformisti                            | Leoluca Orlando            | 170 542 | 41,83 | 3 176                   | 0,84    | –     |    |  |  |
| Palermo Libera per Orlando Sindaco                       | Leoluca Orlando            | 170 542 | 41,83 | 2 492                   | 0,66    | –     |    |  |  |
| Comunisti Italiani                                       | Leoluca Orlando            | 170 542 | 41,83 | 2 375                   | 0,63    | –     |    |  |  |
| Sicilia Democratica in Europa-Fronte Nazionale Siciliano | Leoluca Orlando            | 170 542 | 41,83 | 679                     | 0,18    | –     |    |  |  |
| Sicilia Federale                                         | Leoluca Orlando            | 170 542 | 41,83 | 475                     | 0,13    | –     |    |  |  |
| Sinistra Socialista-Nuova Italia Unita                   | Leoluca Orlando            | 170 542 | 41,83 | 272                     | 0,07    | –     |    |  |  |
|                                                          | Andrea Piraino             | 3 124   | 0,77  | Italia di Mezzo         | 2 553   | 0,68  | –  |  |  |
|                                                          | Massimo Costa              | 1 116   | 0,27  | L'Altra Sicilia         | 537     | 0,14  | –  |  |  |
|                                                          | Giovanni Battista Zampardi | 562     | 0,14  | Forza Nuova             | 361     | 0,10  | –  |  |  |
| Totale                                                   | Totale                     | 407 725 | 100   |                         | 377 017 | 100   | 50 |  |  |
|                                                          |                            |         |       |                         |         |       |    |  |  |
| Fonte: Ministero dell'interno                            |                            |         |       |                         |         |       |    |  |  |

### Belmonte Mezzagno
| Candidati                     | Candidati                   | II turno                    | II turno                    | I turno | I turno | Liste                                                               | Voti  | %     | Seggi |
| Candidati                     | Candidati                   | Voti                        | %                           | Voti    | %       | Liste                                                               | Voti  | %     | Seggi |
| ----------------------------- | --------------------------- | --------------------------- | --------------------------- | ------- | ------- | ------------------------------------------------------------------- | ----- | ----- | ----- |
|                               | Saverio Barrale ✔️ Sindaco  | 3 268                       | 55,86                       | 2 870   | 41,87   | Unione di Centro                                                    | 2 332 | 34,70 | 9     |
| Donne e Giovani di Centro     | Saverio Barrale ✔️ Sindaco  | 3 268                       | 55,86                       | 2 870   | 41,87   | 874                                                                 | 13,01 | 3     |       |
|                               | Giuseppe Gendusa            | 2 582                       | 44,14                       | 1 486   | 21,68   | Belmonte che...Rinasce                                              | 1 056 | 15,71 | 2     |
| Bel Monte                     | Giuseppe Gendusa            | 2 582                       | 44,14                       | 1 486   | 21,68   | 354                                                                 | 5,27  | 1     |       |
|                               | Giovanni Salvatore Migliore | Giovanni Salvatore Migliore | Giovanni Salvatore Migliore | 1 455   | 21,23   | Noi per Belmonte (Forza Italia-Alleanza Nazionale-Nuova Sicilia)    | 1 282 | 19,08 | 3     |
|                               | Maurizio Milone             | Maurizio Milone             | Maurizio Milone             | 1 044   | 15,23   | Sinistra Unita (Democratici di Sinistra-Rifondazione Comunista) (A) | 822   | 12,23 | 2     |
| Totale                        | Totale                      | 5 850                       | 100                         | 6 855   | 100     |                                                                     | 6 720 | 100   | 20    |
|                               |                             |                             |                             |         |         |                                                                     |       |       |       |
| Fonte: Ministero dell'interno |                             |                             |                             |         |         |                                                                     |       |       |       |

### Cefalù
|                                                         | Giuseppe Guercio ✔️ Sindaco | 4 828 | 50,41 | Noi per Cefalù             | 1 355 | 14,62 | 3  |  |  |
| Unione di Centro                                        | Giuseppe Guercio ✔️ Sindaco | 4 828 | 50,41 | 1 211                      | 13,06 | 3     |    |  |  |
| Democratici di Sinistra-Socialisti Democratici Italiani | Giuseppe Guercio ✔️ Sindaco | 4 828 | 50,41 | 869                        | 9,37  | 2     |    |  |  |
| Cefalù Libera                                           | Giuseppe Guercio ✔️ Sindaco | 4 828 | 50,41 | 807                        | 8,71  | 2     |    |  |  |
| Cefalù Casa per Casa                                    | Giuseppe Guercio ✔️ Sindaco | 4 828 | 50,41 | 745                        | 8,04  | 2     |    |  |  |
| Giovani Idee Cefaludesi                                 | Giuseppe Guercio ✔️ Sindaco | 4 828 | 50,41 | 389                        | 4,20  | 1     |    |  |  |
|                                                         | Salvatore Curcio            | 2 008 | 20,97 | La Margherita              | 1 346 | 14,52 | 3  |  |  |
|                                                         | Domenico Dolce              | 1 657 | 17,30 | Forza Italia               | 1 135 | 12,24 | 2  |  |  |
| Forza Cefalù                                            | Domenico Dolce              | 1 657 | 17,30 | 397                        | 4,28  | 1     |    |  |  |
|                                                         | Augusto Cesare              | 782   | 8,17  | Alleanza Nazionale         | 720   | 7,77  | 1  |  |  |
|                                                         | Salvatore Di Giorgi         | 302   | 3,15  | Movimento per le Autonomie | 296   | 3,19  | –  |  |  |
| Totale                                                  | Totale                      | 9 577 | 100   |                            | 9 270 | 100   | 20 |  |  |
|                                                         |                             |       |       |                            |       |       |    |  |  |
| Fonte: Ministero dell'interno                           |                             |       |       |                            |       |       |    |  |  |

### Corleone
| Candidati                               | Candidati                    | II turno            | II turno            | I turno | I turno | Liste                    | Voti  | %     | Seggi |
| Candidati                               | Candidati                    | Voti                | %                   | Voti    | %       | Liste                    | Voti  | %     | Seggi |
| --------------------------------------- | ---------------------------- | ------------------- | ------------------- | ------- | ------- | ------------------------ | ----- | ----- | ----- |
|                                         | Antonino Iannazzo ✔️ Sindaco | 3 513               | 50,02               | 2 794   | 36,44   | Con Casini per Corleone  | 1 235 | 16,23 | 5     |
| Alleanza Nazionale                      | Antonino Iannazzo ✔️ Sindaco | 3 513               | 50,02               | 2 794   | 36,44   | 618                      | 8,12  | 2     |       |
| Forza Italia                            | Antonino Iannazzo ✔️ Sindaco | 3 513               | 50,02               | 2 794   | 36,44   | 420                      | 5,52  | 1     |       |
| Partecipazione                          | Antonino Iannazzo ✔️ Sindaco | 3 513               | 50,02               | 2 794   | 36,44   | 295                      | 3,88  | 1     |       |
| Unione di Centro                        | Antonino Iannazzo ✔️ Sindaco | 3 513               | 50,02               | 2 794   | 36,44   | 233                      | 3,06  | –     |       |
| Democrazia Cristiana-Italiani nel Mondo | Antonino Iannazzo ✔️ Sindaco | 3 513               | 50,02               | 2 794   | 36,44   | 165                      | 2,17  | –     |       |
| Corleone Governa Corleone               | Antonino Iannazzo ✔️ Sindaco | 3 513               | 50,02               | 2 794   | 36,44   | 119                      | 1,56  | –     |       |
|                                         | Nicolò Nicolosi              | 3 510               | 49,98               | 2 546   | 33,21   | Per Corleone             | 841   | 11,05 | 2     |
| Corleone Capitale                       | Nicolò Nicolosi              | 3 510               | 49,98               | 2 546   | 33,21   | 773                      | 10,16 | 2     |       |
| Azzurri per le Libertà                  | Nicolò Nicolosi              | 3 510               | 49,98               | 2 546   | 33,21   | 696                      | 9,15  | 2     |       |
| Movimento per le Autonomie              | Nicolò Nicolosi              | 3 510               | 49,98               | 2 546   | 33,21   | 395                      | 5,19  | 1     |       |
| Rinnova Corleone                        | Nicolò Nicolosi              | 3 510               | 49,98               | 2 546   | 33,21   | 328                      | 4,31  | 1     |       |
|                                         | Vincenzo Zabbia              | Vincenzo Zabbia     | Vincenzo Zabbia     | 1 079   | 14,07   | Liberi e Democratici (B) | 570   | 7,49  | 2     |
|                                         | Salvatore Schillaci          | Salvatore Schillaci | Salvatore Schillaci | 963     | 12,56   | Democratici di Sinistra  | 359   | 4,72  | –     |
| Uniti per Cambiare (B)                  | Salvatore Schillaci          | Salvatore Schillaci | Salvatore Schillaci | 963     | 12,56   | 291                      | 3,82  | 1     |       |
| Corleone Operosa (B)                    | Salvatore Schillaci          | Salvatore Schillaci | Salvatore Schillaci | 963     | 12,56   | 125                      | 1,64  | –     |       |
|                                         | Michele La Torre             | Michele La Torre    | Michele La Torre    | 285     | 3,72    | La Torre Sindaco (A)     | 147   | 1,93  | –     |
| Totale                                  | Totale                       | 7 023               | 100                 | 7 667   | 100     |                          | 7 610 | 100   | 20    |
|                                         |                              |                     |                     |         |         |                          |       |       |       |
| Fonte: Ministero dell'interno           |                              |                     |                     |         |         |                          |       |       |       |

### Terrasini
| Candidati                       | Candidati                     | II turno           | II turno           | I turno | I turno | Liste                           | Voti  | %     | Seggi |
| Candidati                       | Candidati                     | Voti               | %                  | Voti    | %       | Liste                           | Voti  | %     | Seggi |
| ------------------------------- | ----------------------------- | ------------------ | ------------------ | ------- | ------- | ------------------------------- | ----- | ----- | ----- |
|                                 | Girolamo Consiglio ✔️ Sindaco | 3 197              | 50,68              | 2 227   | 30,24   | Un Consiglio per Terrasini      | 541   | 7,50  | 1     |
| L'Unione                        | Girolamo Consiglio ✔️ Sindaco | 3 197              | 50,68              | 2 227   | 30,24   | 403                             | 5,58  | 1     |       |
| Per Terrasini che Cambia        | Girolamo Consiglio ✔️ Sindaco | 3 197              | 50,68              | 2 227   | 30,24   | 399                             | 5,53  | 1     |       |
|                                 | Giuseppe Anselmo              | 3 111              | 49,32              | 3 203   | 43,50   | Forza Italia                    | 1 291 | 17,89 | 4     |
| Terrasini d'A...mare            | Giuseppe Anselmo              | 3 111              | 49,32              | 3 203   | 43,50   | 643                             | 8,91  | 2     |       |
| Terrasini da Vivere             | Giuseppe Anselmo              | 3 111              | 49,32              | 3 203   | 43,50   | 630                             | 8,73  | 2     |       |
| Unione di Centro                | Giuseppe Anselmo              | 3 111              | 49,32              | 3 203   | 43,50   | 564                             | 7,81  | 2     |       |
| Movimento per le Autonomie      | Giuseppe Anselmo              | 3 111              | 49,32              | 3 203   | 43,50   | 453                             | 6,28  | 1     |       |
| Alleanza Popolare per Terrasini | Giuseppe Anselmo              | 3 111              | 49,32              | 3 203   | 43,50   | 283                             | 3,92  | 1     |       |
| Forza Giovane                   | Giuseppe Anselmo              | 3 111              | 49,32              | 3 203   | 43,50   | 165                             | 2,29  | –     |       |
|                                 | Calogero Camilleri            | Calogero Camilleri | Calogero Camilleri | 1 934   | 26,26   | Socialisti Democratici Italiani | 569   | 7,88  | 2     |
| Democrazia Terrasinese          | Calogero Camilleri            | Calogero Camilleri | Calogero Camilleri | 1 934   | 26,26   | 523                             | 7,25  | 2     |       |
| Lista Volare                    | Calogero Camilleri            | Calogero Camilleri | Calogero Camilleri | 1 934   | 26,26   | 352                             | 4,88  | 1     |       |
| Riscatto Terrasinese            | Calogero Camilleri            | Calogero Camilleri | Calogero Camilleri | 1 934   | 26,26   | 239                             | 3,31  | –     |       |
| Alleanza Nazionale              | Calogero Camilleri            | Calogero Camilleri | Calogero Camilleri | 1 934   | 26,26   | 163                             | 2,26  | –     |       |
| Totale                          | Totale                        | 6 308              | 100                | 7 364   | 100     |                                 | 7 218 | 100   | 20    |
|                                 |                               |                    |                    |         |         |                                 |       |       |       |
| Fonte: Ministero dell'interno   |                               |                    |                    |         |         |                                 |       |       |       |

### Villabate
| Candidati                                | Candidati                    | II turno             | II turno             | I turno | I turno | Liste                                                | Voti  | %     | Seggi |
| Candidati                                | Candidati                    | Voti                 | %                    | Voti    | %       | Liste                                                | Voti  | %     | Seggi |
| ---------------------------------------- | ---------------------------- | -------------------- | -------------------- | ------- | ------- | ---------------------------------------------------- | ----- | ----- | ----- |
|                                          | Gaetano Di Chiara ✔️ Sindaco | 5 355                | 63,66                | 4 464   | 43,43   | Alleanza Nazionale-Comitato Civico Di Chiara Sindaco | 1 926 | 19,60 | 6     |
| Forza Italia                             | Gaetano Di Chiara ✔️ Sindaco | 5 355                | 63,66                | 4 464   | 43,43   | 1 797                                                | 18,29 | 5     |       |
| Per Risvegliare Villabate                | Gaetano Di Chiara ✔️ Sindaco | 5 355                | 63,66                | 4 464   | 43,43   | 608                                                  | 6,19  | 1     |       |
|                                          | Domenico Schillaci           | 3 057                | 36,34                | 2 274   | 22,12   | Unione di Centro                                     | 1 958 | 19,92 | 3     |
|                                          | Domenico Di Vincenzo         | Domenico Di Vincenzo | Domenico Di Vincenzo | 2 146   | 20,88   | La Margherita                                        | 848   | 8,63  | 1     |
| Democratici di Sinistra-Villabate Libera | Domenico Di Vincenzo         | Domenico Di Vincenzo | Domenico Di Vincenzo | 2 146   | 20,88   | 722                                                  | 7,35  | 1     |       |
| Villabate Civica                         | Domenico Di Vincenzo         | Domenico Di Vincenzo | Domenico Di Vincenzo | 2 146   | 20,88   | 597                                                  | 6,08  | 1     |       |
|                                          | Pietro Milazzo               | Pietro Milazzo       | Pietro Milazzo       | 1 394   | 13,56   | Uniti per Villabate                                  | 1 371 | 13,95 | 2     |
| Totale                                   | Totale                       | 8 412                | 100                  | 10 278  | 100     |                                                      | 9 827 | 100   | 20    |
|                                          |                              |                      |                      |         |         |                                                      |       |       |       |
| Fonte: Ministero dell'interno            |                              |                      |                      |         |         |                                                      |       |       |       |

## Provincia regionale di Agrigento

### Agrigento
| Candidati                     | Candidati                | II turno           | II turno           | I turno | I turno | Liste                                                                 | Voti   | %     | Seggi |
| Candidati                     | Candidati                | Voti               | %                  | Voti    | %       | Liste                                                                 | Voti   | %     | Seggi |
| ----------------------------- | ------------------------ | ------------------ | ------------------ | ------- | ------- | --------------------------------------------------------------------- | ------ | ----- | ----- |
|                               | Marco Zambuto ✔️ Sindaco | 19 134             | 62,91              | 12 957  | 35,31   | Democratici e Riformisti                                              | 1 924  | 5,36  | 2     |
| Marco Zambuto Sindaco         | Marco Zambuto ✔️ Sindaco | 19 134             | 62,91              | 12 957  | 35,31   | 1 738                                                                 | 4,84   | 2     |       |
| UDEUR                         | Marco Zambuto ✔️ Sindaco | 19 134             | 62,91              | 12 957  | 35,31   | 1 509                                                                 | 4,20   | 2     |       |
| Agrigento Biancazzurra        | Marco Zambuto ✔️ Sindaco | 19 134             | 62,91              | 12 957  | 35,31   | 684                                                                   | 1,90   | –     |       |
| Movimento Nuova Agrigento     | Marco Zambuto ✔️ Sindaco | 19 134             | 62,91              | 12 957  | 35,31   | 394                                                                   | 1,10   | –     |       |
|                               | Vincenzo Camilleri       | 11 281             | 37,09              | 16 136  | 43,97   | Forza Italia                                                          | 6 324  | 17,61 | 6     |
| Unione di Centro              | Vincenzo Camilleri       | 11 281             | 37,09              | 16 136  | 43,97   | 5 000                                                                 | 13,92  | 5     |       |
| Movimento per l'Autonomia     | Vincenzo Camilleri       | 11 281             | 37,09              | 16 136  | 43,97   | 4 051                                                                 | 11,28  | 4     |       |
| Alleanza Nazionale            | Vincenzo Camilleri       | 11 281             | 37,09              | 16 136  | 43,97   | 3 496                                                                 | 9,73   | 3     |       |
| Ama Agrigento                 | Vincenzo Camilleri       | 11 281             | 37,09              | 16 136  | 43,97   | 1 934                                                                 | 5,39   | 1     |       |
| Partito Repubblicano Italiano | Vincenzo Camilleri       | 11 281             | 37,09              | 16 136  | 43,97   | 1 833                                                                 | 5,10   | 1     |       |
| Democrazia Cristiana          | Vincenzo Camilleri       | 11 281             | 37,09              | 16 136  | 43,97   | 1 303                                                                 | 3,63   | 1     |       |
| Nuovo PSI                     | Vincenzo Camilleri       | 11 281             | 37,09              | 16 136  | 43,97   | 1 186                                                                 | 3,30   | 1     |       |
| Italiani nel Mondo            | Vincenzo Camilleri       | 11 281             | 37,09              | 16 136  | 43,97   | 248                                                                   | 0,69   | –     |       |
|                               | Calogero Miccichè        | Calogero Miccichè  | Calogero Miccichè  | 3 976   | 10,84   | Uniti per Micchichè Sindaco (Federazione dei Verdi-Italia dei Valori) | 887    | 2,47  | –     |
|                               | Antonio Calamita         | Antonio Calamita   | Antonio Calamita   | 877     | 2,39    | Nuovi Orizzonti (A)                                                   | 589    | 1,64  | –     |
|                               | Rosalda Passarello       | Rosalda Passarello | Rosalda Passarello | 699     | 1,90    | Uniti per Agrigento                                                   | 370    | 1,03  | –     |
| Totale                        | Totale                   | 30 415             | 100                | 36 694  | 100     |                                                                       | 35 913 | 100   | 30    |
|                               |                          |                    |                    |         |         |                                                                       |        |       |       |
| Fonte: Ministero dell'interno |                          |                    |                    |         |         |                                                                       |        |       |       |

### Aragona
| Candidati                     | Candidati                  | II turno          | II turno          | I turno | I turno | Liste                   | Voti  | %     | Seggi |
| Candidati                     | Candidati                  | Voti              | %                 | Voti    | %       | Liste                   | Voti  | %     | Seggi |
| ----------------------------- | -------------------------- | ----------------- | ----------------- | ------- | ------- | ----------------------- | ----- | ----- | ----- |
|                               | Alfonso Tedesco ✔️ Sindaco | 3 704             | 58,55             | 3 197   | 47,29   | La Margherita           | 631   | 9,46  | 2     |
| Unità per il Cambiamento      | Alfonso Tedesco ✔️ Sindaco | 3 704             | 58,55             | 3 197   | 47,29   | 444                     | 6,65  | 2     |       |
| Primavera Aragonese           | Alfonso Tedesco ✔️ Sindaco | 3 704             | 58,55             | 3 197   | 47,29   | 437                     | 6,55  | 1     |       |
| UDEUR-Rinascita Aragonese     | Alfonso Tedesco ✔️ Sindaco | 3 704             | 58,55             | 3 197   | 47,29   | 333                     | 4,99  | 1     |       |
| Insieme per Aragona           | Alfonso Tedesco ✔️ Sindaco | 3 704             | 58,55             | 3 197   | 47,29   | 193                     | 2,89  | –     |       |
|                               | Antonino Di Giacomo Pepe   | 2 622             | 41,45             | 2 619   | 38,74   | Città Futura            | 1 158 | 17,35 | 4     |
| Alleanza Nazionale            | Antonino Di Giacomo Pepe   | 2 622             | 41,45             | 2 619   | 38,74   | 898                     | 13,46 | 3     |       |
| Unione di Centro              | Antonino Di Giacomo Pepe   | 2 622             | 41,45             | 2 619   | 38,74   | 686                     | 10,28 | 2     |       |
| Movimento per l'Autonomia     | Antonino Di Giacomo Pepe   | 2 622             | 41,45             | 2 619   | 38,74   | 493                     | 7,39  | 1     |       |
| Forza Italia                  | Antonino Di Giacomo Pepe   | 2 622             | 41,45             | 2 619   | 38,74   | 438                     | 6,56  | 1     |       |
|                               | Giovanni Morreale          | Giovanni Morreale | Giovanni Morreale | 945     | 13,98   | Democratici di Sinistra | 517   | 7,75  | 2     |
| Lista Civica Morreale         | Giovanni Morreale          | Giovanni Morreale | Giovanni Morreale | 945     | 13,98   | 445                     | 6,67  | 1     |       |
| Totale                        | Totale                     | 6 326             | 100               | 6 761   | 100     |                         | 6 673 | 100   | 20    |
|                               |                            |                   |                   |         |         |                         |       |       |       |
| Fonte: Ministero dell'interno |                            |                   |                   |         |         |                         |       |       |       |

### Favara
| Candidati                       | Candidati                    | II turno           | II turno           | I turno | I turno | Liste                         | Voti   | %     | Seggi |
| Candidati                       | Candidati                    | Voti               | %                  | Voti    | %       | Liste                         | Voti   | %     | Seggi |
| ------------------------------- | ---------------------------- | ------------------ | ------------------ | ------- | ------- | ----------------------------- | ------ | ----- | ----- |
|                                 | Domenico Russello ✔️ Sindaco | 10 811             | 58,66              | 9 525   | 41,71   | Alleanza Nazionale            | 2 717  | 11,98 | 5     |
| Unione di Centro                | Domenico Russello ✔️ Sindaco | 10 811             | 58,66              | 9 525   | 41,71   | 2 636                         | 11,63  | 4     |       |
| Forza Italia                    | Domenico Russello ✔️ Sindaco | 10 811             | 58,66              | 9 525   | 41,71   | 1 743                         | 7,69   | 3     |       |
| Movimento per l'Autonomia       | Domenico Russello ✔️ Sindaco | 10 811             | 58,66              | 9 525   | 41,71   | 1 623                         | 7,16   | 2     |       |
| Forza Azzurri                   | Domenico Russello ✔️ Sindaco | 10 811             | 58,66              | 9 525   | 41,71   | 1 458                         | 6,43   | 2     |       |
| Italiani nel Mondo              | Domenico Russello ✔️ Sindaco | 10 811             | 58,66              | 9 525   | 41,71   | 939                           | 4,14   | 1     |       |
| Nuovo PSI                       | Domenico Russello ✔️ Sindaco | 10 811             | 58,66              | 9 525   | 41,71   | 837                           | 3,69   | 1     |       |
|                                 | Lorenzo Airò                 | 7 619              | 41,34              | 6 973   | 30,54   | Democratici di Sinistra       | 2 107  | 9,29  | 3     |
| Socialisti Democratici Italiani | Lorenzo Airò                 | 7 619              | 41,34              | 6 973   | 30,54   | 1 529                         | 6,74   | 2     |       |
| Insieme per Favara              | Lorenzo Airò                 | 7 619              | 41,34              | 6 973   | 30,54   | 1 223                         | 5,39   | 2     |       |
| Italia dei Valori               | Lorenzo Airò                 | 7 619              | 41,34              | 6 973   | 30,54   | 451                           | 1,99   | –     |       |
| Rifondazione Comunista          | Lorenzo Airò                 | 7 619              | 41,34              | 6 973   | 30,54   | 268                           | 1,18   | –     |       |
|                                 | Diego Cusumano               | Diego Cusumano     | Diego Cusumano     | 4 012   | 17,57   | La Margherita-Favara Viva (A) | 1 573  | 6,94  | 2     |
| Alleanza per la Libertà         | Diego Cusumano               | Diego Cusumano     | Diego Cusumano     | 4 012   | 17,57   | 1 325                         | 5,84   | 1     |       |
| UDEUR (A)                       | Diego Cusumano               | Diego Cusumano     | Diego Cusumano     | 4 012   | 17,57   | 952                           | 4,20   | 1     |       |
| Movimento per Favara (A)        | Diego Cusumano               | Diego Cusumano     | Diego Cusumano     | 4 012   | 17,57   | 609                           | 2,69   | 1     |       |
|                                 | Rosario Manganella           | Rosario Manganella | Rosario Manganella | 2 326   | 10,19   | Primavera Favarese            | 657    | 2,90  | –     |
| Totale                          | Totale                       | 18 430             | 100                | 22 836  | 100     |                               | 22 674 | 100   | 30    |
|                                 |                              |                    |                    |         |         |                               |        |       |       |
| Fonte: Ministero dell'interno   |                              |                    |                    |         |         |                               |        |       |       |

### Racalmuto
|                               | Salvatore Gioacchino Petrotto ✔️ Sindaco | 3 238 | 55,02 | Giovani Racalmutesi | 714   | 12,22 | 3  |  |  |
| Unità Socialista-UDEUR        | Salvatore Gioacchino Petrotto ✔️ Sindaco | 3 238 | 55,02 | 690                 | 11,81 | 3     |    |  |  |
| Democratici di Sinistra       | Salvatore Gioacchino Petrotto ✔️ Sindaco | 3 238 | 55,02 | 567                 | 9,71  | 2     |    |  |  |
| Podisti per lo Sviluppo       | Salvatore Gioacchino Petrotto ✔️ Sindaco | 3 238 | 55,02 | 563                 | 9,64  | 2     |    |  |  |
| Lista Petrotto per Racalmuto  | Salvatore Gioacchino Petrotto ✔️ Sindaco | 3 238 | 55,02 | 464                 | 7,94  | 2     |    |  |  |
|                               | Giovanni Sciortino                       | 2 647 | 44,98 | La Margherita       | 785   | 13,44 | 3  |  |  |
| Unione di Centro              | Giovanni Sciortino                       | 2 647 | 44,98 | 702                 | 12,02 | 2     |    |  |  |
| Movimento per l'Autonomia     | Giovanni Sciortino                       | 2 647 | 44,98 | 408                 | 6,98  | 1     |    |  |  |
| Alleanza Nazionale            | Giovanni Sciortino                       | 2 647 | 44,98 | 366                 | 6,26  | 1     |    |  |  |
| Forza Italia                  | Giovanni Sciortino                       | 2 647 | 44,98 | 331                 | 5,67  | 1     |    |  |  |
| Partito Repubblicano Italiano | Giovanni Sciortino                       | 2 647 | 44,98 | 252                 | 4,31  | –     |    |  |  |
| Totale                        | Totale                                   | 5 885 | 100   |                     | 5 842 | 100   | 20 |  |  |
|                               |                                          |       |       |                     |       |       |    |  |  |
| Fonte: Ministero dell'interno |                                          |       |       |                     |       |       |    |  |  |

### Raffadali
|                                 | Silvio Maria Marcello Cuffaro ✔️ Sindaco | 5 520 | 60,20 | Unione di Centro        | 3 029 | 33,36 | 8  |  |  |
| L'Aquilone-Lista del Presidente | Silvio Maria Marcello Cuffaro ✔️ Sindaco | 5 520 | 60,20 | 620                     | 6,83  | 1     |    |  |  |
| Donne di Centro                 | Silvio Maria Marcello Cuffaro ✔️ Sindaco | 5 520 | 60,20 | 573                     | 6,31  | 1     |    |  |  |
| Città Aperta                    | Silvio Maria Marcello Cuffaro ✔️ Sindaco | 5 520 | 60,20 | 549                     | 6,05  | 1     |    |  |  |
| Giovani Popolari                | Silvio Maria Marcello Cuffaro ✔️ Sindaco | 5 520 | 60,20 | 506                     | 5,57  | 1     |    |  |  |
| Forza Italia                    | Silvio Maria Marcello Cuffaro ✔️ Sindaco | 5 520 | 60,20 | 397                     | 4,37  | 1     |    |  |  |
| Alleanza Nazionale              | Silvio Maria Marcello Cuffaro ✔️ Sindaco | 5 520 | 60,20 | 346                     | 3,81  | 1     |    |  |  |
| Italiani nel Mondo              | Silvio Maria Marcello Cuffaro ✔️ Sindaco | 5 520 | 60,20 | 337                     | 3,71  | 1     |    |  |  |
| Movimento per l'Autonomia       | Silvio Maria Marcello Cuffaro ✔️ Sindaco | 5 520 | 60,20 | 151                     | 1,66  | –     |    |  |  |
|                                 | Gian Franco Gueli                        | 3 649 | 39,80 | Democratici di Sinistra | 1 536 | 16,91 | 4  |  |  |
| Ricostruiamo Insieme il Futuro  | Gian Franco Gueli                        | 3 649 | 39,80 | 413                     | 4,55  | 1     |    |  |  |
| Comunisti Italiani              | Gian Franco Gueli                        | 3 649 | 39,80 | 335                     | 3,69  | –     |    |  |  |
| UDEUR                           | Gian Franco Gueli                        | 3 649 | 39,80 | 197                     | 2,17  | –     |    |  |  |
| Rifondazione Comunista          | Gian Franco Gueli                        | 3 649 | 39,80 | 92                      | 1,01  | –     |    |  |  |
| Totale                          | Totale                                   | 9 169 | 100   |                         | 9 081 | 100   | 20 |  |  |
|                                 |                                          |       |       |                         |       |       |    |  |  |
| Fonte: Ministero dell'interno   |                                          |       |       |                         |       |       |    |  |  |

### Ravanusa
|                                    | Armando Savarino ✔️ Sindaco | 4 094 | 52,47 | Unione di Centro      | 1 167 | 15,30 | 4  |  |  |
| Ravanusa nel Cuore                 | Armando Savarino ✔️ Sindaco | 4 094 | 52,47 | 1 028                 | 13,48 | 3     |    |  |  |
| Donne al Centro                    | Armando Savarino ✔️ Sindaco | 4 094 | 52,47 | 710                   | 9,31  | 2     |    |  |  |
| Movimento per l'Autonomia          | Armando Savarino ✔️ Sindaco | 4 094 | 52,47 | 676                   | 8,86  | 2     |    |  |  |
| Rinascita Ravanusana               | Armando Savarino ✔️ Sindaco | 4 094 | 52,47 | 461                   | 6,04  | 1     |    |  |  |
| Forza Italia                       | Armando Savarino ✔️ Sindaco | 4 094 | 52,47 | 444                   | 5,82  | 1     |    |  |  |
| Alleanza Nazionale                 | Armando Savarino ✔️ Sindaco | 4 094 | 52,47 | 220                   | 2,88  | –     |    |  |  |
| Nuovo PSI                          | Armando Savarino ✔️ Sindaco | 4 094 | 52,47 | 134                   | 1,76  | –     |    |  |  |
|                                    | Mario Tricoli               | 3 708 | 47,53 | Una Ravanusa da Amare | 911   | 11,94 | 2  |  |  |
| Con i Socialisti Avanti Ravanusa   | Mario Tricoli               | 3 708 | 47,53 | 785                   | 10,29 | 2     |    |  |  |
| Libertà per Ravanusa-Lista Azzurri | Mario Tricoli               | 3 708 | 47,53 | 751                   | 9,85  | 2     |    |  |  |
| L'Ulivo                            | Mario Tricoli               | 3 708 | 47,53 | 341                   | 4,47  | 1     |    |  |  |
| Totale                             | Totale                      | 7 802 | 100   |                       | 7 628 | 100   | 20 |  |  |
|                                    |                             |       |       |                       |       |       |    |  |  |
| Fonte: Ministero dell'interno      |                             |       |       |                       |       |       |    |  |  |

## Provincia regionale di Caltanissetta

### Gela
|                                                  | Rosario Crocetta ✔️ Sindaco       | 30 021 | 64,83 | Democratici di Sinistra       | 8 336  | 18,56 | 8  |  |  |
| La Margherita                                    | Rosario Crocetta ✔️ Sindaco       | 30 021 | 64,83 | 4 562                         | 10,16  | 4     |    |  |  |
| Noi Democratici-Italia di Mezzo                  | Rosario Crocetta ✔️ Sindaco       | 30 021 | 64,83 | 2 002                         | 4,46   | 1     |    |  |  |
| Comunisti Italiani                               | Rosario Crocetta ✔️ Sindaco       | 30 021 | 64,83 | 1 996                         | 4,45   | 1     |    |  |  |
| Partito Liberale Italiano-Donne Uomini e Libertà | Rosario Crocetta ✔️ Sindaco       | 30 021 | 64,83 | 1 754                         | 3,91   | 1     |    |  |  |
| Socialisti Democratici Italiani                  | Rosario Crocetta ✔️ Sindaco       | 30 021 | 64,83 | 1 367                         | 3,04   | 1     |    |  |  |
| UDEUR-Federazione dei Democristiani              | Rosario Crocetta ✔️ Sindaco       | 30 021 | 64,83 | 1 221                         | 2,72   | 1     |    |  |  |
| Libera Città Civile                              | Rosario Crocetta ✔️ Sindaco       | 30 021 | 64,83 | 1 159                         | 2,58   | 1     |    |  |  |
| Cittadinanza Democratica                         | Rosario Crocetta ✔️ Sindaco       | 30 021 | 64,83 | 803                           | 1,79   | –     |    |  |  |
| Il Coccodrillo                                   | Rosario Crocetta ✔️ Sindaco       | 30 021 | 64,83 | 603                           | 1,34   | –     |    |  |  |
| Federazione dei Verdi                            | Rosario Crocetta ✔️ Sindaco       | 30 021 | 64,83 | 459                           | 1,02   | –     |    |  |  |
| Rifondazione Comunista                           | Rosario Crocetta ✔️ Sindaco       | 30 021 | 64,83 | 414                           | 0,92   | –     |    |  |  |
|                                                  | Antonio Francesco Angelo Gagliano | 12 883 | 27,82 | Forza Italia                  | 4 999  | 11,13 | 4  |  |  |
| Unione di Centro                                 | Antonio Francesco Angelo Gagliano | 12 883 | 27,82 | 2 876                         | 6,41   | 2     |    |  |  |
| Autonomisti per Gela Lista Federico              | Antonio Francesco Angelo Gagliano | 12 883 | 27,82 | 2 456                         | 5,47   | 2     |    |  |  |
| Terra Nuova                                      | Antonio Francesco Angelo Gagliano | 12 883 | 27,82 | 2 120                         | 4,72   | 1     |    |  |  |
| Movimento per l'Autonomia                        | Antonio Francesco Angelo Gagliano | 12 883 | 27,82 | 1 484                         | 3,30   | 1     |    |  |  |
| Alleanza Nazionale                               | Antonio Francesco Angelo Gagliano | 12 883 | 27,82 | 1 079                         | 2,40   | –     |    |  |  |
| Alleanza Siciliana                               | Antonio Francesco Angelo Gagliano | 12 883 | 27,82 | 946                           | 2,11   | –     |    |  |  |
| Nuovo PSI                                        | Antonio Francesco Angelo Gagliano | 12 883 | 27,82 | 667                           | 1,49   | –     |    |  |  |
|                                                  | Fabrizio Lisciandra               | 1 654  | 3,57  | Tutti per Gela                | 1 696  | 3,78  | 1  |  |  |
|                                                  | Orazio Rinelli                    | 1 483  | 3,20  | Primavera Gelese              | 948    | 2,11  | 1  |  |  |
| Italia dei Valori                                | Orazio Rinelli                    | 1 483  | 3,20  | 881                           | 1,96   | –     |    |  |  |
|                                                  | Giulio Cordaro                    | 264    | 0,57  | Partito Repubblicano Italiano | 74     | 0,16  | –  |  |  |
| Totale                                           | Totale                            | 46 305 | 100   |                               | 44 902 | 100   | 30 |  |  |
|                                                  |                                   |        |       |                               |        |       |    |  |  |
| Fonte: Ministero dell'interno                    |                                   |        |       |                               |        |       |    |  |  |

### Mussomeli
| Candidati                     | Candidati                | II turno         | II turno         | I turno | I turno | Liste               | Voti  | %     | Seggi |
| Candidati                     | Candidati                | Voti             | %                | Voti    | %       | Liste               | Voti  | %     | Seggi |
| ----------------------------- | ------------------------ | ---------------- | ---------------- | ------- | ------- | ------------------- | ----- | ----- | ----- |
|                               | Luigi Mancuso ✔️ Sindaco | 3 772            | 51,86            | 2 897   | 36,82   | Forza Italia        | 1 359 | 17,67 | 5     |
| Azzurri per Mussomeli         | Luigi Mancuso ✔️ Sindaco | 3 772            | 51,86            | 2 897   | 36,82   | 694                 | 9,02  | 3     |       |
| Autonomia per Mussomeli       | Luigi Mancuso ✔️ Sindaco | 3 772            | 51,86            | 2 897   | 36,82   | 686                 | 8,92  | 3     |       |
| Alleanza Nazionale            | Luigi Mancuso ✔️ Sindaco | 3 772            | 51,86            | 2 897   | 36,82   | 640                 | 8,32  | 2     |       |
|                               | Salvatore Scannella      | 3 501            | 48,14            | 2 103   | 26,73   | La Margherita       | 1 032 | 13,41 | 2     |
| Patto per lo Sviluppo         | Salvatore Scannella      | 3 501            | 48,14            | 2 103   | 26,73   | 718                 | 9,33  | 2     |       |
| Progetto Mussomeli            | Salvatore Scannella      | 3 501            | 48,14            | 2 103   | 26,73   | 594                 | 7,72  | 1     |       |
|                               | Calogero Valenza         | Calogero Valenza | Calogero Valenza | 1 674   | 21,28   | Unione di Centro    | 1 093 | 14,21 | 2     |
| La Tua Mussomeli              | Calogero Valenza         | Calogero Valenza | Calogero Valenza | 1 674   | 21,28   | 334                 | 4,34  | –     |       |
|                               | Giuseppe Territo         | Giuseppe Territo | Giuseppe Territo | 1 194   | 15,18   | Territo Sindaco (A) | 543   | 7,06  | 1     |
| Totale                        | Totale                   | 7 273            | 100              | 7 868   | 100     |                     | 7 693 | 100   | 20    |
|                               |                          |                  |                  |         |         |                     |       |       |       |
| Fonte: Ministero dell'interno |                          |                  |                  |         |         |                     |       |       |       |

### Niscemi
| Candidati                                                                                    | Candidati                      | II turno    | II turno    | I turno | I turno | Liste                     | Voti   | %     | Seggi |
| Candidati                                                                                    | Candidati                      | Voti        | %           | Voti    | %       | Liste                     | Voti   | %     | Seggi |
| -------------------------------------------------------------------------------------------- | ------------------------------ | ----------- | ----------- | ------- | ------- | ------------------------- | ------ | ----- | ----- |
|                                                                                              | Giovanni Di Martino ✔️ Sindaco | 7 786       | 50,14       | 7 201   | 43,31   | Democratici di Sinistra   | 2 519  | 15,76 | 4     |
| La Margherita                                                                                | Giovanni Di Martino ✔️ Sindaco | 7 786       | 50,14       | 7 201   | 43,31   | 1 435                     | 8,98   | 2     |       |
| UDEUR                                                                                        | Giovanni Di Martino ✔️ Sindaco | 7 786       | 50,14       | 7 201   | 43,31   | 755                       | 4,72   | 1     |       |
| Uniti per Niscemi (Federazione dei Verdi-Socialisti Democratici Italiani-Comunisti Italiani) | Giovanni Di Martino ✔️ Sindaco | 7 786       | 50,14       | 7 201   | 43,31   | 579                       | 3,62   | 1     |       |
| I Riformisti per Niscemi                                                                     | Giovanni Di Martino ✔️ Sindaco | 7 786       | 50,14       | 7 201   | 43,31   | 481                       | 3,01   | –     |       |
| Libera Niscemi (Rifondazione Comunista-Italia dei Valori)                                    | Giovanni Di Martino ✔️ Sindaco | 7 786       | 50,14       | 7 201   | 43,31   | 423                       | 2,65   | –     |       |
|                                                                                              | Rossana Interlandi             | 7 742       | 49,86       | 6 210   | 37,35   | Movimento per l'Autonomia | 2 588  | 16,19 | 4     |
| Unione di Centro                                                                             | Rossana Interlandi             | 7 742       | 49,86       | 6 210   | 37,35   | 1 463                     | 9,15   | 2     |       |
| Alleanza Siciliana                                                                           | Rossana Interlandi             | 7 742       | 49,86       | 6 210   | 37,35   | 1 058                     | 6,62   | 1     |       |
| Niscemi Autonoma                                                                             | Rossana Interlandi             | 7 742       | 49,86       | 6 210   | 37,35   | 932                       | 5,83   | 1     |       |
|                                                                                              | Ennio Adamo                    | Ennio Adamo | Ennio Adamo | 1 807   | 10,87   | Forza Italia (B)          | 983    | 6,15  | 1     |
| Movimento Insieme (B)                                                                        | Ennio Adamo                    | Ennio Adamo | Ennio Adamo | 1 807   | 10,87   | 896                       | 5,60   | 1     |       |
| Alleanza Nazionale (B)                                                                       | Ennio Adamo                    | Ennio Adamo | Ennio Adamo | 1 807   | 10,87   | 847                       | 5,30   | 1     |       |
|                                                                                              | Gesuè Allia                    | Gesuè Allia | Gesuè Allia | 1 408   | 8,47    | Allia Sindaco (A)         | 859    | 5,37  | 1     |
| Un Patto con Niscemi (A)                                                                     | Gesuè Allia                    | Gesuè Allia | Gesuè Allia | 1 408   | 8,47    | 169                       | 1,06   | –     |       |
| Totale                                                                                       | Totale                         | 15 528      | 100         | 16 626  | 100     |                           | 15 987 | 100   | 20    |
|                                                                                              |                                |             |             |         |         |                           |        |       |       |
| Fonte: Ministero dell'interno                                                                |                                |             |             |         |         |                           |        |       |       |

### San Cataldo
| Candidati                     | Candidati                    | II turno               | II turno               | I turno | I turno | Liste                  | Voti   | %     | Seggi |
| Candidati                     | Candidati                    | Voti                   | %                      | Voti    | %       | Liste                  | Voti   | %     | Seggi |
| ----------------------------- | ---------------------------- | ---------------------- | ---------------------- | ------- | ------- | ---------------------- | ------ | ----- | ----- |
|                               | Giuseppe Di Forti ✔️ Sindaco | 7 166                  | 52,85                  | 7 291   | 49,31   | Forza Italia           | 3 200  | 22,36 | 6     |
| Alleanza Nazionale            | Giuseppe Di Forti ✔️ Sindaco | 7 166                  | 52,85                  | 7 291   | 49,31   | 1 686                  | 11,78  | 3     |       |
| Azzurri per San Cataldo       | Giuseppe Di Forti ✔️ Sindaco | 7 166                  | 52,85                  | 7 291   | 49,31   | 978                    | 6,83   | 1     |       |
| Democrazia Cristiana          | Giuseppe Di Forti ✔️ Sindaco | 7 166                  | 52,85                  | 7 291   | 49,31   | 967                    | 6,76   | 1     |       |
| Città Nuova                   | Giuseppe Di Forti ✔️ Sindaco | 7 166                  | 52,85                  | 7 291   | 49,31   | 861                    | 6,02   | 1     |       |
| Percorsi Siciliani            | Giuseppe Di Forti ✔️ Sindaco | 7 166                  | 52,85                  | 7 291   | 49,31   | 760                    | 5,31   | 1     |       |
| Noi Donne                     | Giuseppe Di Forti ✔️ Sindaco | 7 166                  | 52,85                  | 7 291   | 49,31   | 474                    | 3,31   | –     |       |
| Movimento Insieme             | Giuseppe Di Forti ✔️ Sindaco | 7 166                  | 52,85                  | 7 291   | 49,31   | 63                     | 0,44   | –     |       |
| Noi per San Cataldo           | Giuseppe Di Forti ✔️ Sindaco | 7 166                  | 52,85                  | 7 291   | 49,31   | 50                     | 0,35   | –     |       |
|                               | Giampiero Modaffari          | 6 394                  | 47,15                  | 4 012   | 27,13   | Riprendiamoci la Città | 904    | 6,32  | 1     |
| Democratici di Sinistra       | Giampiero Modaffari          | 6 394                  | 47,15                  | 4 012   | 27,13   | 804                    | 5,62   | 1     |       |
| Italia dei Valori             | Giampiero Modaffari          | 6 394                  | 47,15                  | 4 012   | 27,13   | 160                    | 1,12   | –     |       |
|                               | Giuseppe Anzalone            | Giuseppe Anzalone      | Giuseppe Anzalone      | 1 994   | 13,48   | Unione di Centro       | 880    | 6,15  | 1     |
| Movimento per l'Autonomia     | Giuseppe Anzalone            | Giuseppe Anzalone      | Giuseppe Anzalone      | 1 994   | 13,48   | 274                    | 1,91   | –     |       |
|                               | Bianca Maria Lo Bianco       | Bianca Maria Lo Bianco | Bianca Maria Lo Bianco | 1 490   | 10,08   | La Margherita (A)      | 1 261  | 8,81  | 2     |
| Rifondazione Comunista (A)    | Bianca Maria Lo Bianco       | Bianca Maria Lo Bianco | Bianca Maria Lo Bianco | 1 490   | 10,08   | 539                    | 3,77   | 1     |       |
| Centro Democratico (A)        | Bianca Maria Lo Bianco       | Bianca Maria Lo Bianco | Bianca Maria Lo Bianco | 1 490   | 10,08   | 453                    | 3,16   | 1     |       |
| Totale                        | Totale                       | 13 560                 | 100                    | 14 787  | 100     |                        | 14 314 | 100   | 20    |
|                               |                              |                        |                        |         |         |                        |        |       |       |
| Fonte: Ministero dell'interno |                              |                        |                        |         |         |                        |        |       |       |

## Provincia regionale di Catania

### Belpasso
|                               | Alfio Papale ✔️ Sindaco | 8 327  | 55,25 | Forza Italia            | 3 035  | 20,95 | 5  |  |  |
| Movimento per l'Autonomia     | Alfio Papale ✔️ Sindaco | 8 327  | 55,25 | 1 559                   | 10,76  | 2     |    |  |  |
| Unione di Centro              | Alfio Papale ✔️ Sindaco | 8 327  | 55,25 | 1 067                   | 7,36   | 2     |    |  |  |
| Cresce la Città               | Alfio Papale ✔️ Sindaco | 8 327  | 55,25 | 824                     | 5,69   | 1     |    |  |  |
| Fenice                        | Alfio Papale ✔️ Sindaco | 8 327  | 55,25 | 792                     | 5,47   | 1     |    |  |  |
| Rinascita Belpassese          | Alfio Papale ✔️ Sindaco | 8 327  | 55,25 | 731                     | 5,05   | 1     |    |  |  |
| Alleanza Nazionale            | Alfio Papale ✔️ Sindaco | 8 327  | 55,25 | 635                     | 4,38   | 1     |    |  |  |
| Movimento Autonomisti         | Alfio Papale ✔️ Sindaco | 8 327  | 55,25 | 263                     | 1,82   | –     |    |  |  |
| Democrazia Cristiana          | Alfio Papale ✔️ Sindaco | 8 327  | 55,25 | 121                     | 0,84   | –     |    |  |  |
|                               | Rosario Spina           | 4 214  | 27,96 | Democratici di Sinistra | 1 174  | 8,10  | 2  |  |  |
| La Margherita                 | Rosario Spina           | 4 214  | 27,96 | 939                     | 6,48   | 1     |    |  |  |
| UDEUR                         | Rosario Spina           | 4 214  | 27,96 | 492                     | 3,40   | 1     |    |  |  |
| Rifondazione Comunista        | Rosario Spina           | 4 214  | 27,96 | 361                     | 2,49   | –     |    |  |  |
|                               | Santo Pulvirenti        | 2 325  | 15,43 | Belpasso Insieme        | 798    | 5,51  | 1  |  |  |
| Liberi e Leali                | Santo Pulvirenti        | 2 325  | 15,43 | 730                     | 5,04   | 1     |    |  |  |
| Santo Pulvirenti Sindaco      | Santo Pulvirenti        | 2 325  | 15,43 | 499                     | 3,44   | 1     |    |  |  |
| Alleanza Siciliana            | Santo Pulvirenti        | 2 325  | 15,43 | 316                     | 2,18   | –     |    |  |  |
|                               | Vittorio Biondi         | 205    | 1,36  | La Voce dei Cittadini   | 153    | 1,06  | –  |  |  |
| Totale                        | Totale                  | 15 071 | 100   |                         | 14 489 | 100   | 20 |  |  |
|                               |                         |        |       |                         |        |       |    |  |  |
| Fonte: Ministero dell'interno |                         |        |       |                         |        |       |    |  |  |

### Caltagirone
|                                        | Francesco Pignataro ✔️ Sindaco | 12 918 | 51,07 | Democratici di Sinistra   | 2 096  | 8,51  | 3  |  |  |
| Caltagirone che Vogliamo               | Francesco Pignataro ✔️ Sindaco | 12 918 | 51,07 | 2 049                     | 8,32   | 3     |    |  |  |
| Sindaco di Tutti                       | Francesco Pignataro ✔️ Sindaco | 12 918 | 51,07 | 2 036                     | 8,26   | 3     |    |  |  |
| La Margherita                          | Francesco Pignataro ✔️ Sindaco | 12 918 | 51,07 | 1 896                     | 7,70   | 2     |    |  |  |
| I Moderati                             | Francesco Pignataro ✔️ Sindaco | 12 918 | 51,07 | 932                       | 3,78   | 1     |    |  |  |
| Lista Giovane                          | Francesco Pignataro ✔️ Sindaco | 12 918 | 51,07 | 898                       | 3,65   | 1     |    |  |  |
| Rifondazione Comunista                 | Francesco Pignataro ✔️ Sindaco | 12 918 | 51,07 | 563                       | 2,29   | –     |    |  |  |
|                                        | Giacomo Scalzo                 | 11 035 | 43,63 | Movimento per l'Autonomia | 4 400  | 17,86 | 7  |  |  |
| Forza Italia                           | Giacomo Scalzo                 | 11 035 | 43,63 | 3 080                     | 12,50  | 4     |    |  |  |
| Alleanza Nazionale                     | Giacomo Scalzo                 | 11 035 | 43,63 | 1 121                     | 4,55   | 1     |    |  |  |
| Osservatorio Democratico               | Giacomo Scalzo                 | 11 035 | 43,63 | 1 067                     | 4,33   | 1     |    |  |  |
| Per Caltagirone Buon Governo e Libertà | Giacomo Scalzo                 | 11 035 | 43,63 | 912                       | 3,70   | 1     |    |  |  |
| Alleanza Siciliana                     | Giacomo Scalzo                 | 11 035 | 43,63 | 797                       | 3,24   | 1     |    |  |  |
| Unione di Centro                       | Giacomo Scalzo                 | 11 035 | 43,63 | 766                       | 3,11   | 1     |    |  |  |
| Autonomisti per Caltagirone            | Giacomo Scalzo                 | 11 035 | 43,63 | 671                       | 2,72   | 1     |    |  |  |
|                                        | Carmelo Cinnirella             | 869    | 3,44  | Democrazia Cristiana      | 305    | 1,24  | –  |  |  |
| UDEUR                                  | Carmelo Cinnirella             | 869    | 3,44  | 305                       | 1,24   | –     |    |  |  |
| Liberi e Forti                         | Carmelo Cinnirella             | 869    | 3,44  | 181                       | 0,73   | –     |    |  |  |
|                                        | Salvatore Sanfilippo           | 471    | 1,86  | Fiamma Tricolore          | 560    | 2,27  | –  |  |  |
| Totale                                 | Totale                         | 25 293 | 100   |                           | 24 635 | 100   | 30 |  |  |
|                                        |                                |        |       |                           |        |       |    |  |  |
| Fonte: Ministero dell'interno          |                                |        |       |                           |        |       |    |  |  |

### Misterbianco
|                                   | Antonina Maria Giuseppina Caruso ✔️ Sindaca | 15 020 | 52,86 | Movimento per l'Autonomia                      | 3 254  | 11,68 | 5  |  |  |
| Forza Italia                      | Antonina Maria Giuseppina Caruso ✔️ Sindaca | 15 020 | 52,86 | 3 246                                          | 11,65  | 4     |    |  |  |
| Misterbianco per Vincere          | Antonina Maria Giuseppina Caruso ✔️ Sindaca | 15 020 | 52,86 | 2 720                                          | 9,76   | 4     |    |  |  |
| Insieme per Misterbianco          | Antonina Maria Giuseppina Caruso ✔️ Sindaca | 15 020 | 52,86 | 1 902                                          | 6,83   | 2     |    |  |  |
| Unione di Centro                  | Antonina Maria Giuseppina Caruso ✔️ Sindaca | 15 020 | 52,86 | 1 380                                          | 4,95   | 2     |    |  |  |
| Alleanza Nazionale                | Antonina Maria Giuseppina Caruso ✔️ Sindaca | 15 020 | 52,86 | 1 300                                          | 4,67   | 1     |    |  |  |
| Autonomisti                       | Antonina Maria Giuseppina Caruso ✔️ Sindaca | 15 020 | 52,86 | 1 230                                          | 4,41   | 1     |    |  |  |
| Ama Misterbianco con l'Autonomia  | Antonina Maria Giuseppina Caruso ✔️ Sindaca | 15 020 | 52,86 | 1 086                                          | 3,90   | 1     |    |  |  |
| Alleanza Siciliana                | Antonina Maria Giuseppina Caruso ✔️ Sindaca | 15 020 | 52,86 | 1 020                                          | 3,66   | 1     |    |  |  |
| Lista Azzurra per Misterbianco    | Antonina Maria Giuseppina Caruso ✔️ Sindaca | 15 020 | 52,86 | 628                                            | 2,25   | –     |    |  |  |
| Autonomia e Libertà               | Antonina Maria Giuseppina Caruso ✔️ Sindaca | 15 020 | 52,86 | 239                                            | 0,86   | –     |    |  |  |
| Movimento Politico Italia Europea | Antonina Maria Giuseppina Caruso ✔️ Sindaca | 15 020 | 52,86 | 147                                            | 0,53   | –     |    |  |  |
|                                   | Stefano Santagati                           | 10 910 | 38,40 | Movimento Volontari Misterbianco-Con Di Guardo | 2 585  | 9,28  | 4  |  |  |
| Democratici di Sinistra           | Stefano Santagati                           | 10 910 | 38,40 | 2 460                                          | 8,83   | 3     |    |  |  |
| La Margherita                     | Stefano Santagati                           | 10 910 | 38,40 | 1 299                                          | 4,66   | 2     |    |  |  |
| Socialisti Uniti                  | Stefano Santagati                           | 10 910 | 38,40 | 601                                            | 2,16   | –     |    |  |  |
| Movimento per Misterbianco        | Stefano Santagati                           | 10 910 | 38,40 | 441                                            | 1,58   | –     |    |  |  |
| Liberare Misterbianco             | Stefano Santagati                           | 10 910 | 38,40 | 357                                            | 1,28   | –     |    |  |  |
| Noi Misterbianchesi               | Stefano Santagati                           | 10 910 | 38,40 | 352                                            | 1,26   | –     |    |  |  |
| UDEUR                             | Stefano Santagati                           | 10 910 | 38,40 | 343                                            | 1,23   | –     |    |  |  |
|                                   | Giuseppe Longo                              | 1 533  | 5,40  | Alleanza per Misterbianco                      | 667    | 2,39  | –  |  |  |
|                                   | Sebastiano Finocchiaro                      | 949    | 3,34  | Frazioni in Movimento                          | 385    | 1,38  | –  |  |  |
| Rifondazione Comunista            | Sebastiano Finocchiaro                      | 949    | 3,34  | 222                                            | 0,80   | –     |    |  |  |
| Totale                            | Totale                                      | 28 412 | 100   |                                                | 27 864 | 100   | 30 |  |  |
|                                   |                                             |        |       |                                                |        |       |    |  |  |
| Fonte: Ministero dell'interno     |                                             |        |       |                                                |        |       |    |  |  |

### Paternò
| Candidati                                                              | Candidati                  | II turno             | II turno             | I turno | I turno | Liste                                   | Voti   | %     | Seggi |
| Candidati                                                              | Candidati                  | Voti                 | %                    | Voti    | %       | Liste                                   | Voti   | %     | Seggi |
| ---------------------------------------------------------------------- | -------------------------- | -------------------- | -------------------- | ------- | ------- | --------------------------------------- | ------ | ----- | ----- |
|                                                                        | Giuseppe Failla ✔️ Sindaco | 15 723               | 61,79                | 14 027  | 44,57   | Forza Italia                            | 4 791  | 15,64 | 6     |
| Alleanza Nazionale                                                     | Giuseppe Failla ✔️ Sindaco | 15 723               | 61,79                | 14 027  | 44,57   | 3 155                                   | 10,30  | 4     |       |
| Movimento per l'Autonomia                                              | Giuseppe Failla ✔️ Sindaco | 15 723               | 61,79                | 14 027  | 44,57   | 2 776                                   | 9,06   | 4     |       |
| Unione di Centro                                                       | Giuseppe Failla ✔️ Sindaco | 15 723               | 61,79                | 14 027  | 44,57   | 1 366                                   | 4,46   | 1     |       |
| Autonomisti                                                            | Giuseppe Failla ✔️ Sindaco | 15 723               | 61,79                | 14 027  | 44,57   | 1 330                                   | 4,34   | 1     |       |
| Failla Sindaco                                                         | Giuseppe Failla ✔️ Sindaco | 15 723               | 61,79                | 14 027  | 44,57   | 1 129                                   | 3,68   | 1     |       |
| Democrazia Cristiana                                                   | Giuseppe Failla ✔️ Sindaco | 15 723               | 61,79                | 14 027  | 44,57   | 1 017                                   | 3,32   | 1     |       |
|                                                                        | Filippo Matteo Condorelli  | 9 721                | 38,21                | 9 110   | 28,95   | Condorelli Sindaco                      | 1 902  | 6,21  | 2     |
| Lista Galvagno                                                         | Filippo Matteo Condorelli  | 9 721                | 38,21                | 9 110   | 28,95   | 1 723                                   | 5,62   | 2     |       |
| Libera Paternò                                                         | Filippo Matteo Condorelli  | 9 721                | 38,21                | 9 110   | 28,95   | 1 488                                   | 4,86   | 1     |       |
| Indipendenza                                                           | Filippo Matteo Condorelli  | 9 721                | 38,21                | 9 110   | 28,95   | 1 236                                   | 4,03   | 1     |       |
| Rinascita Paternese                                                    | Filippo Matteo Condorelli  | 9 721                | 38,21                | 9 110   | 28,95   | 1 150                                   | 3,75   | 1     |       |
| Naso Paternò nel Cuore                                                 | Filippo Matteo Condorelli  | 9 721                | 38,21                | 9 110   | 28,95   | 945                                     | 3,08   | 1     |       |
| Lista Rapisarda                                                        | Filippo Matteo Condorelli  | 9 721                | 38,21                | 9 110   | 28,95   | 824                                     | 2,69   | 1     |       |
| Alleanza Siciliana                                                     | Filippo Matteo Condorelli  | 9 721                | 38,21                | 9 110   | 28,95   | 511                                     | 1,67   | –     |       |
| Liberali Riformatori per l'Autonomia                                   | Filippo Matteo Condorelli  | 9 721                | 38,21                | 9 110   | 28,95   | 403                                     | 1,32   | –     |       |
| UDEUR                                                                  | Filippo Matteo Condorelli  | 9 721                | 38,21                | 9 110   | 28,95   | 186                                     | 0,61   | –     |       |
|                                                                        | Salvatore Galatà           | Salvatore Galatà     | Salvatore Galatà     | 4 687   | 14,89   | Salvatore Galatà Sindaco                | 946    | 3,09  | 1     |
| Democratici e Progressisti per Paternò                                 | Salvatore Galatà           | Salvatore Galatà     | Salvatore Galatà     | 4 687   | 14,89   | 722                                     | 2,36   | 1     |       |
| Sinistra Unita per Paternò (Rifondazione Comunista-Comunisti Italiani) | Salvatore Galatà           | Salvatore Galatà     | Salvatore Galatà     | 4 687   | 14,89   | 676                                     | 2,21   | –     |       |
|                                                                        | Salvatore Asero            | Salvatore Asero      | Salvatore Asero      | 3 220   | 10,23   | Uniti per Paternò con Turi La Manna     | 1 293  | 4,22  | 1     |
| La Margherita                                                          | Salvatore Asero            | Salvatore Asero      | Salvatore Asero      | 3 220   | 10,23   | 715                                     | 2,33   | –     |       |
|                                                                        | Michelangelo Reitano       | Michelangelo Reitano | Michelangelo Reitano | 429     | 1,36    | Imprenditori Operai Insieme per Paternò | 305    | 1,00  | –     |
| Totale                                                                 | Totale                     | 25 444               | 100                  | 31 473  | 100     |                                         | 30 639 | 100   | 30    |
|                                                                        |                            |                      |                      |         |         |                                         |        |       |       |
| Fonte: Ministero dell'interno                                          |                            |                      |                      |         |         |                                         |        |       |       |

### Sant'Agata li Battiati
| Candidati                       | Candidati                 | II turno                 | II turno                 | I turno | I turno | Liste                     | Voti  | %     | Seggi |
| Candidati                       | Candidati                 | Voti                     | %                        | Voti    | %       | Liste                     | Voti  | %     | Seggi |
| ------------------------------- | ------------------------- | ------------------------ | ------------------------ | ------- | ------- | ------------------------- | ----- | ----- | ----- |
|                                 | Carmelo Galati ✔️ Sindaco | 2 890                    | 62,47                    | 2 522   | 39,33   | Movimento per l'Autonomia | 953   | 15,58 | 5     |
| Autonomia e Sviluppo            | Carmelo Galati ✔️ Sindaco | 2 890                    | 62,47                    | 2 522   | 39,33   | 431                       | 7,04  | 2     |       |
| Galati Sindaco                  | Carmelo Galati ✔️ Sindaco | 2 890                    | 62,47                    | 2 522   | 39,33   | 425                       | 6,95  | 2     |       |
| Unione di Centro                | Carmelo Galati ✔️ Sindaco | 2 890                    | 62,47                    | 2 522   | 39,33   | 365                       | 5,97  | 1     |       |
| Alleanza Siciliana              | Carmelo Galati ✔️ Sindaco | 2 890                    | 62,47                    | 2 522   | 39,33   | 267                       | 4,36  | 1     |       |
| Con Noi per Battiati            | Carmelo Galati ✔️ Sindaco | 2 890                    | 62,47                    | 2 522   | 39,33   | 225                       | 3,68  | 1     |       |
| Nuova Battiati per l'Udc        | Carmelo Galati ✔️ Sindaco | 2 890                    | 62,47                    | 2 522   | 39,33   | 182                       | 2,97  | –     |       |
| Democrazia Cristiana            | Carmelo Galati ✔️ Sindaco | 2 890                    | 62,47                    | 2 522   | 39,33   | 44                        | 0,72  | –     |       |
|                                 | Antonino Di Guardo        | 1 736                    | 37,53                    | 1 046   | 16,31   | Forza Italia              | 914   | 14,94 | 3     |
| Nino Di Guardo Sindaco          | Antonino Di Guardo        | 1 736                    | 37,53                    | 1 046   | 16,31   | 150                       | 2,45  | –     |       |
|                                 | Luigi Costanzo            | Luigi Costanzo           | Luigi Costanzo           | 999     | 15,58   | Battiati per Costanzo     | 251   | 4,10  | 1     |
| Democratici di Sinistra         | Luigi Costanzo            | Luigi Costanzo           | Luigi Costanzo           | 999     | 15,58   | 214                       | 3,50  | 1     |       |
| La Margherita                   | Luigi Costanzo            | Luigi Costanzo           | Luigi Costanzo           | 999     | 15,58   | 166                       | 2,71  | –     |       |
| Vivere la Città                 | Luigi Costanzo            | Luigi Costanzo           | Luigi Costanzo           | 999     | 15,58   | 143                       | 2,34  | –     |       |
| Italia dei Valori               | Luigi Costanzo            | Luigi Costanzo           | Luigi Costanzo           | 999     | 15,58   | 81                        | 1,32  | –     |       |
| Socialisti Democratici Italiani | Luigi Costanzo            | Luigi Costanzo           | Luigi Costanzo           | 999     | 15,58   | 4                         | 0,07  | –     |       |
|                                 | Paolo Caruso              | Paolo Caruso             | Paolo Caruso             | 924     | 14,41   | Alleanza Nazionale (A)    | 482   | 7,88  | 1     |
| Paolo Caruso Sindaco            | Paolo Caruso              | Paolo Caruso             | Paolo Caruso             | 924     | 14,41   | 191                       | 3,12  | –     |       |
|                                 | Sebastiano Augusto Motta  | Sebastiano Augusto Motta | Sebastiano Augusto Motta | 921     | 14,36   | Augusto Motta Sindaco     | 297   | 4,85  | 1     |
| Progetto Battiati               | Sebastiano Augusto Motta  | Sebastiano Augusto Motta | Sebastiano Augusto Motta | 921     | 14,36   | 251                       | 4,10  | 1     |       |
| UDEUR                           | Sebastiano Augusto Motta  | Sebastiano Augusto Motta | Sebastiano Augusto Motta | 921     | 14,36   | 82                        | 1,34  | –     |       |
| Totale                          | Totale                    | 4 626                    | 100                      | 6 412   | 100     |                           | 6 118 | 100   | 20    |
|                                 |                           |                          |                          |         |         |                           |       |       |       |
| Fonte: Ministero dell'interno   |                           |                          |                          |         |         |                           |       |       |       |

## Provincia regionale di Enna

### Barrafranca
| Candidati                       | Candidati                  | II turno              | II turno              | I turno | I turno | Liste                     | Voti  | %     | Seggi |
| Candidati                       | Candidati                  | Voti                  | %                     | Voti    | %       | Liste                     | Voti  | %     | Seggi |
| ------------------------------- | -------------------------- | --------------------- | --------------------- | ------- | ------- | ------------------------- | ----- | ----- | ----- |
|                                 | Angelo Ferrigno ✔️ Sindaco | 4 490                 | 54,59                 | 3 276   | 34,17   | Movimento per l'Autonomia | 2 006 | 21,11 | 6     |
| UDEUR                           | Angelo Ferrigno ✔️ Sindaco | 4 490                 | 54,59                 | 3 276   | 34,17   | 565                       | 5,95  | 1     |       |
| Socialisti Democratici Italiani | Angelo Ferrigno ✔️ Sindaco | 4 490                 | 54,59                 | 3 276   | 34,17   | 237                       | 2,49  | –     |       |
| Lista del Sindaco               | Angelo Ferrigno ✔️ Sindaco | 4 490                 | 54,59                 | 3 276   | 34,17   | 158                       | 1,66  | –     |       |
| Italiani nel Mondo              | Angelo Ferrigno ✔️ Sindaco | 4 490                 | 54,59                 | 3 276   | 34,17   | 134                       | 1,41  | –     |       |
|                                 | Giuseppe Lo Monaco         | 3 735                 | 45,41                 | 2 968   | 30,96   | Democratici di Sinistra   | 1 824 | 19,20 | 3     |
| La Margherita                   | Giuseppe Lo Monaco         | 3 735                 | 45,41                 | 2 968   | 30,96   | 925                       | 9,73  | 2     |       |
| Sinistra Unita                  | Giuseppe Lo Monaco         | 3 735                 | 45,41                 | 2 968   | 30,96   | 561                       | 5,90  | 1     |       |
|                                 | Salvatore Bonincontro      | Salvatore Bonincontro | Salvatore Bonincontro | 2 557   | 26,67   | Forza Italia (A)          | 1 273 | 13,40 | 4     |
| Unione di Centro (B)            | Salvatore Bonincontro      | Salvatore Bonincontro | Salvatore Bonincontro | 2 557   | 26,67   | 1 280                     | 13,47 | 2     |       |
| Alleanza Nazionale (A)          | Salvatore Bonincontro      | Salvatore Bonincontro | Salvatore Bonincontro | 2 557   | 26,67   | 428                       | 4,50  | 1     |       |
|                                 | Luigi Cucchiara            | Luigi Cucchiara       | Luigi Cucchiara       | 786     | 8,20    | Progetto Barrafranca      | 111   | 1,17  | –     |
| Totale                          | Totale                     | 8 225                 | 100                   | 9 587   | 100     |                           | 9 502 | 100   | 20    |
|                                 |                            |                       |                       |         |         |                           |       |       |       |
| Fonte: Ministero dell'interno   |                            |                       |                       |         |         |                           |       |       |       |

### Nicosia
| Candidati                                          | Candidati                   | II turno           | II turno           | I turno | I turno | Liste                       | Voti  | %     | Seggi |
| Candidati                                          | Candidati                   | Voti               | %                  | Voti    | %       | Liste                       | Voti  | %     | Seggi |
| -------------------------------------------------- | --------------------------- | ------------------ | ------------------ | ------- | ------- | --------------------------- | ----- | ----- | ----- |
|                                                    | Antonino Catania ✔️ Sindaco | 5 008              | 54,39              | 2 246   | 22,33   | Democratici di Sinistra     | 953   | 9,65  | 3     |
| La Margherita                                      | Antonino Catania ✔️ Sindaco | 5 008              | 54,39              | 2 246   | 22,33   | 814                         | 8,24  | 3     |       |
| Socialisti Democratici Italiani                    | Antonino Catania ✔️ Sindaco | 5 008              | 54,39              | 2 246   | 22,33   | 652                         | 6,60  | 2     |       |
|                                                    | Francesco Spedale           | 4 199              | 45,61              | 2 220   | 22,08   | Forza Italia                | 1 788 | 18,10 | 3     |
| Unione di Centro                                   | Francesco Spedale           | 4 199              | 45,61              | 2 220   | 22,08   | 801                         | 8,11  | 1     |       |
|                                                    | Francesco De Luca           | Francesco De Luca  | Francesco De Luca  | 2 078   | 20,66   | Movimento per l'Autonomia   | 1 338 | 13,55 | 2     |
| Alleanza Nazionale                                 | Francesco De Luca           | Francesco De Luca  | Francesco De Luca  | 2 078   | 20,66   | 580                         | 5,87  | 1     |       |
| Progresso Agricolo (B)                             | Francesco De Luca           | Francesco De Luca  | Francesco De Luca  | 2 078   | 20,66   | 481                         | 4,87  | 1     |       |
| Alleanza per Nicosia e Tanasi-Consumatori Italiani | Francesco De Luca           | Francesco De Luca  | Francesco De Luca  | 2 078   | 20,66   | 328                         | 3,32  | –     |       |
| Italia di Mezzo (A)                                | Francesco De Luca           | Francesco De Luca  | Francesco De Luca  | 2 078   | 20,66   | 206                         | 2,09  | –     |       |
|                                                    | Giovanni Composto           | Giovanni Composto  | Giovanni Composto  | 1 871   | 18,61   | UDEUR-Italia dei Valori (A) | 1 052 | 10,65 | 4     |
|                                                    | Piergiacomo La Via          | Piergiacomo La Via | Piergiacomo La Via | 1 095   | 10,89   | Lista La Via                | 417   | 4,22  | –     |
|                                                    | Maria Di Costa              | Maria Di Costa     | Maria Di Costa     | 600     | 5,97    | In Comune (B)               | 466   | 4,72  | –     |
| Totale                                             | Totale                      | 9 207              | 100                | 10 056  | 100     |                             | 9 876 | 100   | 20    |
|                                                    |                             |                    |                    |         |         |                             |       |       |       |
| Fonte: Ministero dell'interno                      |                             |                    |                    |         |         |                             |       |       |       |

## Provincia regionale di Messina

### Barcellona Pozzo di Gotto
|                                        | Candeloro Nania ✔️ Sindaco | 15 409 | 56,48 | Alleanza Nazionale      | 4 906  | 18,17 | 7  |  |  |
| Forza Italia                           | Candeloro Nania ✔️ Sindaco | 15 409 | 56,48 | 3 712                   | 13,75  | 5     |    |  |  |
| Alleanza per Barcellona Pozzo di Gotto | Candeloro Nania ✔️ Sindaco | 15 409 | 56,48 | 1 755                   | 6,50   | 2     |    |  |  |
| Giovani Per...                         | Candeloro Nania ✔️ Sindaco | 15 409 | 56,48 | 1 550                   | 5,74   | 2     |    |  |  |
| Partito Repubblicano Italiano          | Candeloro Nania ✔️ Sindaco | 15 409 | 56,48 | 1 366                   | 5,06   | 2     |    |  |  |
| Movimento per l'Autonomia              | Candeloro Nania ✔️ Sindaco | 15 409 | 56,48 | 1 097                   | 4,06   | 1     |    |  |  |
| Iniziativa Democratica                 | Candeloro Nania ✔️ Sindaco | 15 409 | 56,48 | 1 061                   | 3,93   | 1     |    |  |  |
| Punto Freccia                          | Candeloro Nania ✔️ Sindaco | 15 409 | 56,48 | 999                     | 3,70   | 1     |    |  |  |
| Alleanza Rosa                          | Candeloro Nania ✔️ Sindaco | 15 409 | 56,48 | 918                     | 3,40   | 1     |    |  |  |
| Associazione Sicilia Vera              | Candeloro Nania ✔️ Sindaco | 15 409 | 56,48 | 803                     | 2,97   | 1     |    |  |  |
| Barcellona nel Cuore                   | Candeloro Nania ✔️ Sindaco | 15 409 | 56,48 | 803                     | 2,97   | 1     |    |  |  |
| Centro Cristiano per il Longano        | Candeloro Nania ✔️ Sindaco | 15 409 | 56,48 | 612                     | 2,27   | –     |    |  |  |
|                                        | Carmelo Torre              | 4 934  | 18,09 | Unione di Centro        | 1 376  | 5,10  | 2  |  |  |
| Udc per Barcellona                     | Carmelo Torre              | 4 934  | 18,09 | 1 008                   | 3,73   | 1     |    |  |  |
| La Margherita                          | Carmelo Torre              | 4 934  | 18,09 | 742                     | 2,75   | 1     |    |  |  |
| Socialisti Democratici Italiani        | Carmelo Torre              | 4 934  | 18,09 | 598                     | 2,21   | –     |    |  |  |
| Patto per la Città                     | Carmelo Torre              | 4 934  | 18,09 | 232                     | 0,86   | –     |    |  |  |
| Udc Unione e Partecipazione            | Carmelo Torre              | 4 934  | 18,09 | 45                      | 0,17   | –     |    |  |  |
|                                        | Giuseppe Saija             | 3 585  | 13,14 | Democratici di Sinistra | 1 059  | 3,92  | 1  |  |  |
| Nuovo PSI                              | Giuseppe Saija             | 3 585  | 13,14 | 299                     | 1,11   | –     |    |  |  |
|                                        | Antonio Raimondo           | 2 330  | 8,54  | Alleanza Siciliana      | 1 448  | 5,36  | 1  |  |  |
|                                        | Danilo Giuseppe Salvato    | 1 023  | 3,75  | Città Aperta            | 610    | 2,26  | –  |  |  |
| Totale                                 | Totale                     | 27 281 | 100   |                         | 26 999 | 100   | 30 |  |  |
|                                        |                            |        |       |                         |        |       |    |  |  |
| Fonte: Ministero dell'interno          |                            |        |       |                         |        |       |    |  |  |

### Lipari
| Candidati                                                   | Candidati                | II turno         | II turno         | I turno | I turno | Liste                                     | Voti  | %     | Seggi |
| Candidati                                                   | Candidati                | Voti             | %                | Voti    | %       | Liste                                     | Voti  | %     | Seggi |
| ----------------------------------------------------------- | ------------------------ | ---------------- | ---------------- | ------- | ------- | ----------------------------------------- | ----- | ----- | ----- |
|                                                             | Mariano Bruno ✔️ Sindaco | 3 739            | 52,97            | 3 074   | 39,66   | Forza Italia                              | 1 251 | 16,74 | 5     |
| Alleanza Nazionale                                          | Mariano Bruno ✔️ Sindaco | 3 739            | 52,97            | 3 074   | 39,66   | 869                                       | 11,63 | 3     |       |
| Il Faro Giovani per le Eolie                                | Mariano Bruno ✔️ Sindaco | 3 739            | 52,97            | 3 074   | 39,66   | 649                                       | 8,68  | 2     |       |
| Movimento per l'Autonomia                                   | Mariano Bruno ✔️ Sindaco | 3 739            | 52,97            | 3 074   | 39,66   | 553                                       | 7,40  | 2     |       |
|                                                             | Marco Giorgianni         | 3 320            | 47,03            | 2 207   | 28,47   | Unione di Centro                          | 1 144 | 15,31 | 3     |
| Nuovo Giorno                                                | Marco Giorgianni         | 3 320            | 47,03            | 2 207   | 28,47   | 597                                       | 7,99  | 1     |       |
| Movimento Eoliano Giovanile                                 | Marco Giorgianni         | 3 320            | 47,03            | 2 207   | 28,47   | 359                                       | 4,80  | 1     |       |
| Gruppo Autonomo Isole Eolie-Socialisti Democratici Italiani | Marco Giorgianni         | 3 320            | 47,03            | 2 207   | 28,47   | 268                                       | 3,59  | –     |       |
| Sì Eolie                                                    | Marco Giorgianni         | 3 320            | 47,03            | 2 207   | 28,47   | 229                                       | 3,06  | –     |       |
|                                                             | Riccardo Gullo           | Riccardo Gullo   | Riccardo Gullo   | 1 770   | 22,84   | Democratici di Sinistra-La Margherita (A) | 792   | 10,60 | 2     |
| Eolie nel Cuore (A)                                         | Riccardo Gullo           | Riccardo Gullo   | Riccardo Gullo   | 1 770   | 22,84   | 306                                       | 4,09  | 1     |       |
|                                                             | Giuseppe Rizzo           | Giuseppe Rizzo   | Giuseppe Rizzo   | 424     | 5,47    | Risveglio Eoliano                         | 249   | 3,33  | –     |
|                                                             | Angela Mazziotta         | Angela Mazziotta | Angela Mazziotta | 276     | 3,56    | Noi Eoliani                               | 208   | 2,78  | –     |
| Totale                                                      | Totale                   | 7 059            | 100              | 7 751   | 100     |                                           | 7 474 | 100   | 20    |
|                                                             |                          |                  |                  |         |         |                                           |       |       |       |
| Fonte: Ministero dell'interno                               |                          |                  |                  |         |         |                                           |       |       |       |

## Provincia regionale di Ragusa

### Modica
|                                                           | Pietro Torchi Lucifora ✔️ Sindaco | 21 938 | 65,18 | Unione di Centro        | 5 918  | 17,80 | 7  |  |  |
| Forza Italia                                              | Pietro Torchi Lucifora ✔️ Sindaco | 21 938 | 65,18 | 4 138                   | 12,45  | 5     |    |  |  |
| Idea di Centro                                            | Pietro Torchi Lucifora ✔️ Sindaco | 21 938 | 65,18 | 3 691                   | 11,10  | 4     |    |  |  |
| Torchi Sindaco                                            | Pietro Torchi Lucifora ✔️ Sindaco | 21 938 | 65,18 | 2 302                   | 6,93   | 2     |    |  |  |
| Iniziativa Popolare                                       | Pietro Torchi Lucifora ✔️ Sindaco | 21 938 | 65,18 | 1 621                   | 4,88   | 1     |    |  |  |
| Modica per le Libertà                                     | Pietro Torchi Lucifora ✔️ Sindaco | 21 938 | 65,18 | 1 435                   | 4,32   | 1     |    |  |  |
| Azzurri per Modica                                        | Pietro Torchi Lucifora ✔️ Sindaco | 21 938 | 65,18 | 1 367                   | 4,11   | 1     |    |  |  |
| Movimento per l'Autonomia                                 | Pietro Torchi Lucifora ✔️ Sindaco | 21 938 | 65,18 | 934                     | 2,81   | 1     |    |  |  |
| Alleanza Nazionale                                        | Pietro Torchi Lucifora ✔️ Sindaco | 21 938 | 65,18 | 764                     | 2,30   | –     |    |  |  |
| Nuovo PSI-Alleanza Popolare per Modica                    | Pietro Torchi Lucifora ✔️ Sindaco | 21 938 | 65,18 | 302                     | 0,91   | –     |    |  |  |
|                                                           | Antonino Buscema                  | 10 442 | 31,03 | Democratici di Sinistra | 2 507  | 7,54  | 3  |  |  |
| La Margherita                                             | Antonino Buscema                  | 10 442 | 31,03 | 1 936                   | 5,82   | 2     |    |  |  |
| Antonello Sindaco-Icinquecentimetri-Una Nuova Prospettiva | Antonino Buscema                  | 10 442 | 31,03 | 1 726                   | 5,19   | 2     |    |  |  |
| Progetto Modica                                           | Antonino Buscema                  | 10 442 | 31,03 | 862                     | 2,59   | 1     |    |  |  |
| Uniti per Modica                                          | Antonino Buscema                  | 10 442 | 31,03 | 745                     | 2,24   | –     |    |  |  |
| Aria Nuova                                                | Antonino Buscema                  | 10 442 | 31,03 | 593                     | 1,78   | –     |    |  |  |
| Terra Nostra Vita                                         | Antonino Buscema                  | 10 442 | 31,03 | 324                     | 0,97   | –     |    |  |  |
|                                                           | Liliana Guarino                   | 640    | 1,90  | Ora per Modica          | 333    | 1,00  | –  |  |  |
|                                                           | Carmelo Carpentieri               | 636    | 1,89  | Insieme per Crescere    | 740    | 2,23  | –  |  |  |
| Totale                                                    | Totale                            | 33 656 | 100   |                         | 33 238 | 100   | 30 |  |  |
|                                                           |                                   |        |       |                         |        |       |    |  |  |
| Fonte: Ministero dell'interno                             |                                   |        |       |                         |        |       |    |  |  |

### Pozzallo
| Candidati                     | Candidati                    | II turno              | II turno              | I turno | I turno | Liste                     | Voti   | %     | Seggi |
| Candidati                     | Candidati                    | Voti                  | %                     | Voti    | %       | Liste                     | Voti   | %     | Seggi |
| ----------------------------- | ---------------------------- | --------------------- | --------------------- | ------- | ------- | ------------------------- | ------ | ----- | ----- |
|                               | Giuseppe Sulsenti ✔️ Sindaco | 5 472                 | 55,78                 | 3 864   | 33,56   | Sulsenti Sindaco          | 1 199  | 11,04 | 5     |
| Movimento per l'Autonomia     | Giuseppe Sulsenti ✔️ Sindaco | 5 472                 | 55,78                 | 3 864   | 33,56   | 1 048                     | 9,65   | 5     |       |
| Idea di Centro                | Giuseppe Sulsenti ✔️ Sindaco | 5 472                 | 55,78                 | 3 864   | 33,56   | 379                       | 3,49   | 1     |       |
| Giovani Uniti                 | Giuseppe Sulsenti ✔️ Sindaco | 5 472                 | 55,78                 | 3 864   | 33,56   | 367                       | 3,38   | 1     |       |
|                               | Luigi Ammatuna               | 4 338                 | 44,22                 | 2 737   | 23,78   | Forza Italia              | 919    | 8,46  | 2     |
| Unione di Centro              | Luigi Ammatuna               | 4 338                 | 44,22                 | 2 737   | 23,78   | 543                       | 5,00   | 1     |       |
| Il Timone                     | Luigi Ammatuna               | 4 338                 | 44,22                 | 2 737   | 23,78   | 463                       | 4,26   | 1     |       |
| Noi per Pozzallo              | Luigi Ammatuna               | 4 338                 | 44,22                 | 2 737   | 23,78   | 425                       | 3,91   | –     |       |
| Alleanza Nazionale            | Luigi Ammatuna               | 4 338                 | 44,22                 | 2 737   | 23,78   | 384                       | 3,54   | –     |       |
| Vivere per Pozzallo           | Luigi Ammatuna               | 4 338                 | 44,22                 | 2 737   | 23,78   | 292                       | 2,69   | –     |       |
|                               | Emanuele Pediliggieri        | Emanuele Pediliggieri | Emanuele Pediliggieri | 2 231   | 19,38   | Pozzallo Giovane          | 821    | 7,56  | 1     |
| La Margherita                 | Emanuele Pediliggieri        | Emanuele Pediliggieri | Emanuele Pediliggieri | 2 231   | 19,38   | 730                       | 6,72   | 1     |       |
| Prospettive                   | Emanuele Pediliggieri        | Emanuele Pediliggieri | Emanuele Pediliggieri | 2 231   | 19,38   | 596                       | 5,49   | –     |       |
| Unione di Centro              | Emanuele Pediliggieri        | Emanuele Pediliggieri | Emanuele Pediliggieri | 2 231   | 19,38   | 429                       | 3,95   | –     |       |
| UDEUR                         | Emanuele Pediliggieri        | Emanuele Pediliggieri | Emanuele Pediliggieri | 2 231   | 19,38   | 163                       | 1,50   | –     |       |
|                               | Francesco Colombo            | Francesco Colombo     | Francesco Colombo     | 1 021   | 8,87    | Democratici di Sinistra   | 594    | 5,47  | 1     |
| Rifondazione Comunista        | Francesco Colombo            | Francesco Colombo     | Francesco Colombo     | 1 021   | 8,87    | 183                       | 1,69   | –     |       |
|                               | Francesco Gugliotta          | Francesco Gugliotta   | Francesco Gugliotta   | 1 021   | 8,87    | I Socialisti per Pozzallo | 611    | 5,63  | –     |
| Amici di Simba                | Francesco Gugliotta          | Francesco Gugliotta   | Francesco Gugliotta   | 1 021   | 8,87    | 100                       | 0,92   | –     |       |
|                               | Angelo Avveduto              | Angelo Avveduto       | Angelo Avveduto       | 638     | 5,54    | Movimento Libero          | 613    | 5,65  | –     |
| Totale                        | Totale                       | 9 810                 | 100                   | 11 512  | 100     |                           | 10 859 | 100   | 20    |
|                               |                              |                       |                       |         |         |                           |        |       |       |
| Fonte: Ministero dell'interno |                              |                       |                       |         |         |                           |        |       |       |

## Provincia regionale di Siracusa

### Avola
| Candidati                                | Candidati                       | II turno                        | II turno                        | I turno | I turno | Liste                       | Voti   | %     | Seggi |
| Candidati                                | Candidati                       | Voti                            | %                               | Voti    | %       | Liste                       | Voti   | %     | Seggi |
| ---------------------------------------- | ------------------------------- | ------------------------------- | ------------------------------- | ------- | ------- | --------------------------- | ------ | ----- | ----- |
|                                          | Antonino Barbagallo             | 8 391                           | 53,85                           | 4 912   | 24,01   | Forza Italia                | 2 326  | 11,67 | 6     |
| Lista del Presidente                     | Antonino Barbagallo             | 8 391                           | 53,85                           | 4 912   | 24,01   | 1 932                       | 9,69   | 5     |       |
| Barbagallo Sindaco                       | Antonino Barbagallo             | 8 391                           | 53,85                           | 4 912   | 24,01   | 974                         | 4,89   | 2     |       |
|                                          | Albino Di Giovanni              | 7 192                           | 46,15                           | 5 099   | 24,92   | Alleanza Nazionale          | 2 384  | 11,96 | 3     |
| Unione di Centro                         | Albino Di Giovanni              | 7 192                           | 46,15                           | 5 099   | 24,92   | 1 309                       | 6,57   | 1     |       |
| Di Giovanni Sindaco                      | Albino Di Giovanni              | 7 192                           | 46,15                           | 5 099   | 24,92   | 1 228                       | 6,16   | 1     |       |
| Movimento per l'Autonomia                | Albino Di Giovanni              | 7 192                           | 46,15                           | 5 099   | 24,92   | 1 146                       | 5,75   | 1     |       |
| Lista del Sindaco                        | Albino Di Giovanni              | 7 192                           | 46,15                           | 5 099   | 24,92   | 46                          | 0,23   | –     |       |
| Lista Civica Cda                         | Albino Di Giovanni              | 7 192                           | 46,15                           | 5 099   | 24,92   | 38                          | 0,19   | –     |       |
|                                          | Salvatore Grande                | Salvatore Grande                | Salvatore Grande                | 4 446   | 21,73   | Democratici di Sinistra (A) | 1 428  | 7,16  | 3     |
| Grande Sindaco                           | Salvatore Grande                | Salvatore Grande                | Salvatore Grande                | 4 446   | 21,73   | 1 033                       | 5,18   | 1     |       |
| La Margherita                            | Salvatore Grande                | Salvatore Grande                | Salvatore Grande                | 4 446   | 21,73   | 784                         | 3,93   | 1     |       |
| Federazione dei Verdi-Comunisti Italiani | Salvatore Grande                | Salvatore Grande                | Salvatore Grande                | 4 446   | 21,73   | 394                         | 1,98   | –     |       |
| Rifondazione Comunista                   | Salvatore Grande                | Salvatore Grande                | Salvatore Grande                | 4 446   | 21,73   | 181                         | 0,91   | –     |       |
|                                          | Sebastiano Roccaro              | Sebastiano Roccaro              | Sebastiano Roccaro              | 2 928   | 14,31   | Lista dei Popolo            | 736    | 3,69  | 1     |
| Le Vele                                  | Sebastiano Roccaro              | Sebastiano Roccaro              | Sebastiano Roccaro              | 2 928   | 14,31   | 600                         | 3,01   | 1     |       |
| Amare Avola                              | Sebastiano Roccaro              | Sebastiano Roccaro              | Sebastiano Roccaro              | 2 928   | 14,31   | 295                         | 1,48   | –     |       |
| Società Civile                           | Sebastiano Roccaro              | Sebastiano Roccaro              | Sebastiano Roccaro              | 2 928   | 14,31   | 131                         | 0,66   | –     |       |
|                                          | Vincenzo Sebastiano Dell'Albani | Vincenzo Sebastiano Dell'Albani | Vincenzo Sebastiano Dell'Albani | 1 968   | 9,62    | UDEUR (A)                   | 952    | 4,78  | 2     |
| Il Campanile                             | Vincenzo Sebastiano Dell'Albani | Vincenzo Sebastiano Dell'Albani | Vincenzo Sebastiano Dell'Albani | 1 968   | 9,62    | 738                         | 3,70   | 1     |       |
| Movimento Democratico                    | Vincenzo Sebastiano Dell'Albani | Vincenzo Sebastiano Dell'Albani | Vincenzo Sebastiano Dell'Albani | 1 968   | 9,62    | 253                         | 1,27   | –     |       |
| Democrazia Cristiana                     | Vincenzo Sebastiano Dell'Albani | Vincenzo Sebastiano Dell'Albani | Vincenzo Sebastiano Dell'Albani | 1 968   | 9,62    | 130                         | 0,65   | –     |       |
|                                          | Corrado Denaro                  | Corrado Denaro                  | Corrado Denaro                  | 1 107   | 5,41    | Uniti per la Città          | 899    | 4,51  | 1     |
| Totale                                   | Totale                          | 15 583                          | 100                             | 20 460  | 100     |                             | 19 937 | 100   | 30    |
|                                          |                                 |                                 |                                 |         |         |                             |        |       |       |
| Fonte: Ministero dell'interno            |                                 |                                 |                                 |         |         |                             |        |       |       |

### Floridia
|                                        | Arturo Spadaro ✔️ Sindaco | 7 570  | 53,34 | Forza Italia                                            | 2 041  | 14,71 | 4  |  |  |
| Unione di Centro                       | Arturo Spadaro ✔️ Sindaco | 7 570  | 53,34 | 1 827                                                   | 13,17  | 3     |    |  |  |
| Nuove Idee                             | Arturo Spadaro ✔️ Sindaco | 7 570  | 53,34 | 1 455                                                   | 10,49  | 3     |    |  |  |
| Movimento per l'Autonomia              | Arturo Spadaro ✔️ Sindaco | 7 570  | 53,34 | 958                                                     | 6,91   | 1     |    |  |  |
| Alleanza Nazionale                     | Arturo Spadaro ✔️ Sindaco | 7 570  | 53,34 | 863                                                     | 6,22   | 1     |    |  |  |
| Noi Floridiani                         | Arturo Spadaro ✔️ Sindaco | 7 570  | 53,34 | 345                                                     | 2,49   | –     |    |  |  |
|                                        | Egidio Ortisi             | 5 242  | 36,93 | Floridia Libera-Lista Limoli                            | 1 367  | 9,85  | 2  |  |  |
| La Margherita                          | Egidio Ortisi             | 5 242  | 36,93 | 1 167                                                   | 8,41   | 2     |    |  |  |
| Primavera Floridiana                   | Egidio Ortisi             | 5 242  | 36,93 | 1 161                                                   | 8,37   | 2     |    |  |  |
| Salvo Faraci per Floridia              | Egidio Ortisi             | 5 242  | 36,93 | 626                                                     | 4,51   | 1     |    |  |  |
| Federazione dei Verdi                  | Egidio Ortisi             | 5 242  | 36,93 | 341                                                     | 2,46   | –     |    |  |  |
| Italia dei Valori-Repubblicani Europei | Egidio Ortisi             | 5 242  | 36,93 | 255                                                     | 1,84   | –     |    |  |  |
|                                        | Giuseppe Tata             | 1 223  | 8,62  | Democratici di Sinistra-Socialisti Democratici Italiani | 585    | 4,22  | 1  |  |  |
| Futuro Floridiano                      | Giuseppe Tata             | 1 223  | 8,62  | 475                                                     | 3,42   | –     |    |  |  |
| I Moderati                             | Giuseppe Tata             | 1 223  | 8,62  | 195                                                     | 1,41   | –     |    |  |  |
|                                        | Alessio Di Fede           | 158    | 1,11  | Rifondazione Comunista                                  | 111    | 0,80  | –  |  |  |
| Totale                                 | Totale                    | 14 193 | 100   |                                                         | 13 872 | 100   | 20 |  |  |
|                                        |                           |        |       |                                                         |        |       |    |  |  |
| Fonte: Ministero dell'interno          |                           |        |       |                                                         |        |       |    |  |  |

### Melilli
|                               | Giuseppe Sorbello ✔️ Sindaco | 6 102 | 71,91 | Movimento per l'Autonomia   | 2 032 | 24,43 | 5  |  |  |
| Unione di Centro              | Giuseppe Sorbello ✔️ Sindaco | 6 102 | 71,91 | 1 806                       | 21,71 | 5     |    |  |  |
| Comunità e Territorio         | Giuseppe Sorbello ✔️ Sindaco | 6 102 | 71,91 | 1 215                       | 14,61 | 3     |    |  |  |
| Forza Italia                  | Giuseppe Sorbello ✔️ Sindaco | 6 102 | 71,91 | 1 054                       | 12,67 | 3     |    |  |  |
| Alleanza Nazionale            | Giuseppe Sorbello ✔️ Sindaco | 6 102 | 71,91 | 251                         | 3,02  | –     |    |  |  |
|                               | Remo Sebastiano Ternullo     | 1 542 | 18,17 | Lista Remo Ternullo Sindaco | 675   | 8,11  | 2  |  |  |
| UDEUR-Democrazia Cristiana    | Remo Sebastiano Ternullo     | 1 542 | 18,17 | 264                         | 3,17  | –     |    |  |  |
| Alleanza Federalista          | Remo Sebastiano Ternullo     | 1 542 | 18,17 | 6                           | 0,07  | –     |    |  |  |
|                               | Gaetano Pitruzzello          | 842   | 9,92  | Democratici di Sinistra     | 675   | 8,11  | 1  |  |  |
| La Margherita                 | Gaetano Pitruzzello          | 842   | 9,92  | 341                         | 4,10  | 1     |    |  |  |
| Totale                        | Totale                       | 8 486 | 100   |                             | 8 319 | 100   | 20 |  |  |
|                               |                              |       |       |                             |       |       |    |  |  |
| Fonte: Ministero dell'interno |                              |       |       |                             |       |       |    |  |  |

## Provincia regionale di Trapani

### Trapani
|                                           | Girolamo Fazio ✔️ Sindaco | 26 569 | 64,72 | Forza Italia                  | 6 558  | 16,53 | 6  |  |  |
| Unione di Centro                          | Girolamo Fazio ✔️ Sindaco | 26 569 | 64,72 | 6 296                         | 15,87  | 5     |    |  |  |
| Lista Fazio                               | Girolamo Fazio ✔️ Sindaco | 26 569 | 64,72 | 3 967                         | 10,00  | 3     |    |  |  |
| Movimento per l'Autonomia                 | Girolamo Fazio ✔️ Sindaco | 26 569 | 64,72 | 3 415                         | 8,61   | 3     |    |  |  |
| Alleanza Nazionale                        | Girolamo Fazio ✔️ Sindaco | 26 569 | 64,72 | 2 040                         | 5,14   | 1     |    |  |  |
| Democrazia per le Autonomie               | Girolamo Fazio ✔️ Sindaco | 26 569 | 64,72 | 1 135                         | 2,86   | 1     |    |  |  |
|                                           | Mario Buscaino            | 9 115  | 22,20 | La Margherita                 | 3 186  | 8,03  | 3  |  |  |
| Socialisti Democratici Italiani-Nuovo PSI | Mario Buscaino            | 9 115  | 22,20 | 2 095                         | 5,28   | 2     |    |  |  |
| Democratici di Sinistra                   | Mario Buscaino            | 9 115  | 22,20 | 1 998                         | 5,04   | 1     |    |  |  |
| Buscaino Sindaco                          | Mario Buscaino            | 9 115  | 22,20 | 1 252                         | 3,16   | 1     |    |  |  |
| Trapani Nuova                             | Mario Buscaino            | 9 115  | 22,20 | 1 177                         | 2,97   | 1     |    |  |  |
| Trapani è Giovane                         | Mario Buscaino            | 9 115  | 22,20 | 552                           | 1,39   | –     |    |  |  |
|                                           | Vito Mannina              | 2 253  | 5,49  | I Moderati-Italiani nel Mondo | 2 517  | 6,34  | 2  |  |  |
|                                           | Giuseppe Ortisi           | 1 075  | 2,62  | Uniti per Trapani             | 714    | 1,80  | –  |  |  |
| A Sinistra                                | Giuseppe Ortisi           | 1 075  | 2,62  | 512                           | 1,29   | –     |    |  |  |
|                                           | Giuseppe Vultaggio        | 956    | 2,33  | Democrazia Cristiana          | 1 380  | 3,48  | 1  |  |  |
|                                           | Carlo Foderà              | 887    | 2,16  | Autonomia e Sviluppo          | 729    | 1,84  | –  |  |  |
|                                           | Natale Salvo              | 200    | 0,49  | Partito Umanista              | 149    | 0,38  | –  |  |  |
| Totale                                    | Totale                    | 41 055 | 100   |                               | 39 672 | 100   | 30 |  |  |
|                                           |                           |        |       |                               |        |       |    |  |  |
| Fonte: Ministero dell'interno             |                           |        |       |                               |        |       |    |  |  |

### Alcamo
| Candidati                                        | Candidati                       | II turno          | II turno          | I turno | I turno | Liste                     | Voti   | %     | Seggi |
| Candidati                                        | Candidati                       | Voti              | %                 | Voti    | %       | Liste                     | Voti   | %     | Seggi |
| ------------------------------------------------ | ------------------------------- | ----------------- | ----------------- | ------- | ------- | ------------------------- | ------ | ----- | ----- |
|                                                  | Giacomo Scala ✔️ Sindaco        | 14 665            | 52,18             | 14 541  | 47,87   | La Margherita             | 4 931  | 15,98 | 6     |
| Insieme per Alcamo                               | Giacomo Scala ✔️ Sindaco        | 14 665            | 52,18             | 14 541  | 47,87   | 2 456                     | 7,96   | 3     |       |
| Area Democratica-Socialisti Democratici Italiani | Giacomo Scala ✔️ Sindaco        | 14 665            | 52,18             | 14 541  | 47,87   | 2 380                     | 7,71   | 3     |       |
| Nuova Presenza-UDEUR                             | Giacomo Scala ✔️ Sindaco        | 14 665            | 52,18             | 14 541  | 47,87   | 1 678                     | 5,44   | 2     |       |
| L'Ulivo                                          | Giacomo Scala ✔️ Sindaco        | 14 665            | 52,18             | 14 541  | 47,87   | 1 231                     | 3,99   | 1     |       |
| Democratici di Sinistra                          | Giacomo Scala ✔️ Sindaco        | 14 665            | 52,18             | 14 541  | 47,87   | 1 191                     | 3,86   | 1     |       |
| Democrazia Cristiana                             | Giacomo Scala ✔️ Sindaco        | 14 665            | 52,18             | 14 541  | 47,87   | 743                       | 2,41   | 1     |       |
| Italia dei Valori                                | Giacomo Scala ✔️ Sindaco        | 14 665            | 52,18             | 14 541  | 47,87   | 524                       | 1,70   | –     |       |
|                                                  | Giuseppe Maria Massimo Benenati | 13 439            | 47,82             | 14 517  | 47,79   | Unione di Centro          | 3 813  | 12,36 | 4     |
| I Moderati-Italiani nel Mondo                    | Giuseppe Maria Massimo Benenati | 13 439            | 47,82             | 14 517  | 47,79   | 3 205                     | 10,39  | 3     |       |
| Forza Italia                                     | Giuseppe Maria Massimo Benenati | 13 439            | 47,82             | 14 517  | 47,79   | 2 796                     | 9,06   | 3     |       |
| La Casa delle Libertà-Benenati Sindaco           | Giuseppe Maria Massimo Benenati | 13 439            | 47,82             | 14 517  | 47,79   | 2 354                     | 7,63   | 2     |       |
| Alleanza Nazionale                               | Giuseppe Maria Massimo Benenati | 13 439            | 47,82             | 14 517  | 47,79   | 857                       | 2,78   | –     |       |
| Movimento per l'Autonomia                        | Giuseppe Maria Massimo Benenati | 13 439            | 47,82             | 14 517  | 47,79   | 780                       | 2,53   | –     |       |
|                                                  | Caterina Stellino               | Caterina Stellino | Caterina Stellino | 1 795   | 5,91    | Federazione dei Verdi (A) | 1 437  | 4,66  | 1     |
| Totale                                           | Totale                          | 28 104            | 100               | 30 376  | 100     |                           | 30 853 | 100   | 30    |
|                                                  |                                 |                   |                   |         |         |                           |        |       |       |
| Fonte: Ministero dell'interno                    |                                 |                   |                   |         |         |                           |        |       |       |

### Castelvetrano
| Candidati                                                | Candidati                  | II turno                | II turno                | I turno | I turno | Liste            | Voti   | %     | Seggi |
| Candidati                                                | Candidati                  | Voti                    | %                       | Voti    | %       | Liste            | Voti   | %     | Seggi |
| -------------------------------------------------------- | -------------------------- | ----------------------- | ----------------------- | ------- | ------- | ---------------- | ------ | ----- | ----- |
|                                                          | Giovanni Pompeo ✔️ Sindaco | 9 507                   | 54,14                   | 7 097   | 34,43   | Unione di Centro | 2 818  | 13,83 | 4     |
| Movimento Civile per la Liberazione Etica della Politica | Giovanni Pompeo ✔️ Sindaco | 9 507                   | 54,14                   | 7 097   | 34,43   | 1 134            | 5,56   | 2     |       |
| Alleanza Cittadina per Castelvetrano                     | Giovanni Pompeo ✔️ Sindaco | 9 507                   | 54,14                   | 7 097   | 34,43   | 1 020            | 5,01   | 1     |       |
|                                                          | Vito Li Causi              | 8 052                   | 45,86                   | 6 888   | 33,41   | UDEUR            | 2 169  | 10,64 | 4     |
| Democratici di Sinistra                                  | Vito Li Causi              | 8 052                   | 45,86                   | 6 888   | 33,41   | 1 317            | 6,46   | 2     |       |
| Liberal Selinunte                                        | Vito Li Causi              | 8 052                   | 45,86                   | 6 888   | 33,41   | 945              | 4,64   | 1     |       |
| Insieme per il Centro                                    | Vito Li Causi              | 8 052                   | 45,86                   | 6 888   | 33,41   | 873              | 4,28   | 1     |       |
| La Margherita                                            | Vito Li Causi              | 8 052                   | 45,86                   | 6 888   | 33,41   | 810              | 3,97   | 1     |       |
| Italia di Mezzo                                          | Vito Li Causi              | 8 052                   | 45,86                   | 6 888   | 33,41   | 661              | 3,24   | 1     |       |
| Socialisti Democratici Italiani                          | Vito Li Causi              | 8 052                   | 45,86                   | 6 888   | 33,41   | 288              | 1,41   | –     |       |
| Rifondazione Comunista                                   | Vito Li Causi              | 8 052                   | 45,86                   | 6 888   | 33,41   | 263              | 1,29   | –     |       |
|                                                          | Giacomo Giulio Centonze    | Giacomo Giulio Centonze | Giacomo Giulio Centonze | 6 629   | 32,16   | Forza Italia     | 2 721  | 13,35 | 4     |
| Movimento Autonomo per Castelvetrano (B)                 | Giacomo Giulio Centonze    | Giacomo Giulio Centonze | Giacomo Giulio Centonze | 6 629   | 32,16   | 2 425            | 11,90  | 4     |       |
| Alleanza Nazionale (A)                                   | Giacomo Giulio Centonze    | Giacomo Giulio Centonze | Giacomo Giulio Centonze | 6 629   | 32,16   | 1 754            | 8,61   | 3     |       |
| Democrazia Cristiana (B)                                 | Giacomo Giulio Centonze    | Giacomo Giulio Centonze | Giacomo Giulio Centonze | 6 629   | 32,16   | 1 180            | 5,79   | 2     |       |
| Totale                                                   | Totale                     | 17 559                  | 100                     | 20 614  | 100     |                  | 20 378 | 100   | 30    |
|                                                          |                            |                         |                         |         |         |                  |        |       |       |
| Fonte: Ministero dell'interno                            |                            |                         |                         |         |         |                  |        |       |       |

### Erice
| Candidati                     | Candidati                    | II turno      | II turno      | I turno | I turno | Liste                           | Voti   | %     | Seggi |
| Candidati                     | Candidati                    | Voti          | %             | Voti    | %       | Liste                           | Voti   | %     | Seggi |
| ----------------------------- | ---------------------------- | ------------- | ------------- | ------- | ------- | ------------------------------- | ------ | ----- | ----- |
|                               | Giacomo Tranchida ✔️ Sindaco | 7 752         | 53,12         | 8 005   | 45,22   | La Margherita                   | 1 444  | 8,55  | 2     |
| Erice che Vogliamo            | Giacomo Tranchida ✔️ Sindaco | 7 752         | 53,12         | 8 005   | 45,22   | 1 390                           | 8,23   | 2     |       |
| Erice in Tutti Noi            | Giacomo Tranchida ✔️ Sindaco | 7 752         | 53,12         | 8 005   | 45,22   | 1 095                           | 6,49   | 2     |       |
| Democratici di Sinistra       | Giacomo Tranchida ✔️ Sindaco | 7 752         | 53,12         | 8 005   | 45,22   | 705                             | 4,18   | 1     |       |
| Uniti per Erice               | Giacomo Tranchida ✔️ Sindaco | 7 752         | 53,12         | 8 005   | 45,22   | 440                             | 2,61   | –     |       |
| Noi Insieme per Erice         | Giacomo Tranchida ✔️ Sindaco | 7 752         | 53,12         | 8 005   | 45,22   | 393                             | 2,33   | –     |       |
| A Sinistra                    | Giacomo Tranchida ✔️ Sindaco | 7 752         | 53,12         | 8 005   | 45,22   | 258                             | 1,53   | –     |       |
|                               | Ignazio Sanges               | 6 841         | 46,88         | 7 421   | 41,92   | Forza Italia                    | 3 075  | 18,21 | 4     |
| Unione di Centro              | Ignazio Sanges               | 6 841         | 46,88         | 7 421   | 41,92   | 1 939                           | 11,48  | 3     |       |
| Movimento per l'Autonomia     | Ignazio Sanges               | 6 841         | 46,88         | 7 421   | 41,92   | 1 334                           | 7,90   | 2     |       |
| I Moderati-Italiani nel Mondo | Ignazio Sanges               | 6 841         | 46,88         | 7 421   | 41,92   | 1 122                           | 6,64   | 2     |       |
| Alleanza Nazionale            | Ignazio Sanges               | 6 841         | 46,88         | 7 421   | 41,92   | 902                             | 5,34   | 1     |       |
| Nuovo PSI                     | Ignazio Sanges               | 6 841         | 46,88         | 7 421   | 41,92   | 604                             | 3,58   | –     |       |
|                               | Nicolò Milana                | Nicolò Milana | Nicolò Milana | 2 275   | 12,85   | Socialisti Democratici Italiani | 1 504  | 8,91  | 2     |
| Erice Milana                  | Nicolò Milana                | Nicolò Milana | Nicolò Milana | 2 275   | 12,85   | 495                             | 2,93   | –     |       |
| UDEUR (A)                     | Nicolò Milana                | Nicolò Milana | Nicolò Milana | 2 275   | 12,85   | 185                             | 1,10   | –     |       |
| Totale                        | Totale                       | 14 593        | 100           | 17 701  | 100     |                                 | 16 885 | 100   | 20    |
|                               |                              |               |               |         |         |                                 |        |       |       |
| Fonte: Ministero dell'interno |                              |               |               |         |         |                                 |        |       |       |

### Marsala
| Candidati                                            | Candidati                   | II turno                  | II turno                  | I turno | I turno | Liste                         | Voti   | %     | Seggi |
| Candidati                                            | Candidati                   | Voti                      | %                         | Voti    | %       | Liste                         | Voti   | %     | Seggi |
| ---------------------------------------------------- | --------------------------- | ------------------------- | ------------------------- | ------- | ------- | ----------------------------- | ------ | ----- | ----- |
|                                                      | Lorenzo Carini ✔️ Sindaco   | 22 113                    | 54,95                     | 18 439  | 36,77   | Forza Italia                  | 6 932  | 14,26 | 7     |
| Liberi L'Italia di Mezzo                             | Lorenzo Carini ✔️ Sindaco   | 22 113                    | 54,95                     | 18 439  | 36,77   | 3 492                         | 7,18   | 3     |       |
| Noi Marsalesi                                        | Lorenzo Carini ✔️ Sindaco   | 22 113                    | 54,95                     | 18 439  | 36,77   | 3 116                         | 6,41   | 3     |       |
| Nuovo PSI                                            | Lorenzo Carini ✔️ Sindaco   | 22 113                    | 54,95                     | 18 439  | 36,77   | 2 717                         | 5,59   | 2     |       |
| Alleanza Nazionale                                   | Lorenzo Carini ✔️ Sindaco   | 22 113                    | 54,95                     | 18 439  | 36,77   | 2 676                         | 5,50   | 2     |       |
| Fratelli d'Italia                                    | Lorenzo Carini ✔️ Sindaco   | 22 113                    | 54,95                     | 18 439  | 36,77   | 1 330                         | 2,74   | 1     |       |
| Marsala La Mia Città                                 | Lorenzo Carini ✔️ Sindaco   | 22 113                    | 54,95                     | 18 439  | 36,77   | 331                           | 0,68   | –     |       |
|                                                      | Leonardo Giuseppe Giacalone | 18 127                    | 45,05                     | 10 304  | 20,55   | Democratici di Sinistra       | 4 577  | 9,41  | 3     |
| La Margherita                                        | Leonardo Giuseppe Giacalone | 18 127                    | 45,05                     | 10 304  | 20,55   | 2 846                         | 5,85   | 1     |       |
| Progetto Partito Democratico                         | Leonardo Giuseppe Giacalone | 18 127                    | 45,05                     | 10 304  | 20,55   | 2 763                         | 5,68   | 1     |       |
|                                                      | Ottavio Navarra             | Ottavio Navarra           | Ottavio Navarra           | 9 320   | 18,58   | Federazione dei Verdi (A)     | 1 933  | 3,98  | 1     |
| Socialisti Democratici Italiani (A)                  | Ottavio Navarra             | Ottavio Navarra           | Ottavio Navarra           | 9 320   | 18,58   | 1 870                         | 3,85   | 1     |       |
| Uniti per Marsala (Rifondazione Comunista-Altri) (A) | Ottavio Navarra             | Ottavio Navarra           | Ottavio Navarra           | 9 320   | 18,58   | 1 637                         | 3,37   | 1     |       |
| Italia dei Valori                                    | Ottavio Navarra             | Ottavio Navarra           | Ottavio Navarra           | 9 320   | 18,58   | 786                           | 1,62   | –     |       |
| Partito del Popolo Siciliano (A)                     | Ottavio Navarra             | Ottavio Navarra           | Ottavio Navarra           | 9 320   | 18,58   | 352                           | 0,72   | –     |       |
|                                                      | Eleonora Lo Curto           | Eleonora Lo Curto         | Eleonora Lo Curto         | 8 439   | 16,83   | Movimento per l'Autonomia (A) | 3 942  | 8,11  | 2     |
| Unione di Centro                                     | Eleonora Lo Curto           | Eleonora Lo Curto         | Eleonora Lo Curto         | 8 439   | 16,83   | 2 641                         | 5,43   | 1     |       |
| Giovani e Donne per Marsala                          | Eleonora Lo Curto           | Eleonora Lo Curto         | Eleonora Lo Curto         | 8 439   | 16,83   | 2 110                         | 4,34   | 1     |       |
|                                                      | Vincenzo Osvaldo Angileri   | Vincenzo Osvaldo Angileri | Vincenzo Osvaldo Angileri | 1 990   | 3,97    | Movimento Agricolo Europeo    | 1 316  | 2,71  | –     |
|                                                      | Michele Crimi               | Michele Crimi             | Michele Crimi             | 1 657   | 3,30    | Lilybeum Felicità             | 1 250  | 2,57  | –     |
| Totale                                               | Totale                      | 40 240                    | 100                       | 50 149  | 100     |                               | 48 617 | 100   | 30    |
|                                                      |                             |                           |                           |         |         |                               |        |       |       |
| Fonte: Ministero dell'interno                        |                             |                           |                           |         |         |                               |        |       |       |